# Tillia Tepe
Tillia Tepe, Tilia Tepe, Tillya Tepe, o Tillā Tapa (en persa: طلا تپه‎ «el túmulo de oro», o «la colina de oro») es un sitio arqueológico afgano de la provincia de Yauzyán, en las proximidades de Šibarġan. Fue excavado en 1978 por un equipo soviético-afgano dirigido por el arqueólogo soviético Víktor Sarianidi, un año antes de la invasión soviética de Afganistán de 1979.
Las excavaciones en el tell de la Edad del Bronce han permitido exhumar un tesoro de más de veintiún mil piezas diversas en seis sepulturas (cinco de mujeres y una de hombre), incluyendo joyas muy refinadas y datadas alrededor del siglo I a. C. De los miles de objetos desenterrados los hay de oro, turquesa y lapislázuli.
Según Jean-François Jarrige es «un deslumbrante conjunto de ornamentos donde se mezclan el arte de las estepas, la iconografía grecorromana, objetos indios y espejos chinos, todos ellos del primer siglo de nuestra era». Las excavaciones han ofrecido una «cosecha extraordinaria de objetos, deslumbrantes por su tema y su refinamiento, pero aún más valioso por todos los contactos que sugieren», según Pierre Chuvin. El tesoro es «un valioso testimonio de un mundo abierto después de mucho tiempo a los intercambios comerciales», y al mismo tiempo el «prototipo de tesoro arqueológico oriental».

## Localización

Mapa de Bactriana. Tillia Tepe está situada en la parte occidental de la antigua región de Bactriana.

Tillia Tepe está situada en Bactriana, región cuya llanura está formada por el río Amu Daria, antiguo Oxus. Fluye por los países actuales de Afganistán, Uzbekistán y Tayikistán. Los valles tienen oasis que están alimentados por un sistema de irrigación precoz desde el segundo milenio a. C., provisto de presas y canales. La región posee una agricultura desarrollada desde la más remota Antigüedad. Además, es una región de paso para las vías comerciales procedentes de India y de China. La llanura del norte de la actual Afganistán que bordea el río Amu Daria «está salpicada de montículos, que son los restos de antiguos asentamientos», recorridos y explorados, al menos superficialmente, desde tiempos inmemoriales por las poblaciones locales para hacerse con diversos restos y vestigios varios. Estos túmulos o montículos son denominados «con nombres evocadores en las lenguas túrquicas o iranias actuales»: «colina de los infieles», «colina de los joyeros», etc. El sitio arqueológico de Tillia Tepe era antes de ser excavado, una elevación artificial del terreno con una altura de cuatro metros, y se halla abierta a la estepa.
La ciudad fortificada de Emshi Tepe, a cinco kilómetros al noroeste de la moderna Šibarġan en la carretera de Aqchah, se encuentra tan solo a quinientos metros de la célebre necrópolis de Tillia Tepe y próxima a las estribaciones del Hindú Kush. En el sitio de Emshi-tepe se ha encontrado un palacio, una ciudadela y murallas. Era un lugar activo en la época grecobactriana durante el imperio kushán.
La actual ciudad de Šibarġan se halla a unos cien kilómetros al oeste de Balj.

## Historia

### Historia de la región

Reino grecobactriano hacia el 180 a. C., en su apogeo territorial, es decir, unos 80 años antes de la fecha más alta del tesoro de Tillia Tepe.

La región fue un centro importante desde la época aqueménida, del siglo VI al siglo IV a. C. La conquista de Alejandro Magno alrededor del año 331 a. C. ha dejado pocos restos. Los bactrianos se unieron al conquistador macedonio en el 327 a. C., cuando este se casó con Roxana, una de sus princesas y nutrió su ejército con tropas locales. Posteriormente, Bactriana fue sometida por los seléucidas y después perteneció al reino grecobactriano, hasta que se produjo la secesión del sátrapa Diodoto, el gobernador macedonio de la provincia en el año 246 a. C. Bactriana se extendió al sur del Hindú Kush durante el reinado de Demetrio I de Bactriana (200-180 a. C.) El reino grecobactriano resistió las tentativas de conquista de los seléucidas y del poder parto, dueños de la meseta iraní hacia el 160 a. C. La civilización griega se implantó profundamente como lo demuestran las excavaciones de Alejandría de Oxiana (Ai Janum) y dejó «huellas indelebles en la cultura de las poblaciones locales».
Los nómadas, como los yuezhi, expulsados de los confines de China por los xiongnu, hacia el 175 a. C., alcanzaron el río Oxus y destruyeron el reino grecobactriano hacia la mitad del siglo II a. C., o alrededor del 130 a. C. En su camino expulsaron a los sacas, en un movimiento global vinculado a la presión de otros pueblos.
La cuestión de la identidad de los nómadas responsables de la caída es compleja, se deduce de algunos pasajes de Estrabón, y también de algunas fuentes chinas que nombran solo a los yuezhi. Estrabón probablemente confunde a los yuezhi con los tocarios.
Alejandría de Oxiana cayó hacia el 145 a. C., y el reinado de Heliocles I, —el último gobernante de los griegos bactrianos— finalizó en 130 a. C. En el 129 a. C., Zhang Qian sitúa a los yuezhi en la margen derecha del Amu Daria, pero sin llegar a ocupar Bactriana, que fue «conquistada a los griegos por otras etnias nómadas». En este período se sucedieron invasiones a lo largo de toda la región hasta China, la cual trataba de protegerse a sí misma con la Gran Muralla China. Numerosos pueblos nómadas llegaron a la frontera oriental del Imperio parto a partir del último tercio del segundo siglo II a. C. Entre estos pueblos, los sacas se asentaron en la provincia de Sistán, «los pueblos no yuezhi gravitaban en la órbita del imperio parto», con el que en ocasiones se aliaban y en otras rivalizaban. Desde comienzos de la era común, hasta cerca del año 20, los principados indogriegos pervivieron al sur del Hindú Kush y el Punjab.

El Imperio kushán en su máxima extensión.

Los nómadas que llegaron hasta el río Oxus y conquistaron el resto del Reino grecobactriano, fundaron principados, uno de los cuales llevaba el nombre de «Kuei Shuang», llamado Kushán posteriormente. Emshi Tepe fue tal vez la residencia del gobernador de la provincia. Para Bernard, los ocupantes de Tillia Tepe eran nómadas sedentarizados, que se asentaron en la región de Šibarġan y residían en Emshi Tepe. Sin embargo, él mismo considera que a mediados del siglo I «un territorio (...) escapaba al control del incipiente imperio kushán».
Los kushán finalmente se apoderaron de la región y convirtieron su imperio en una «cultura estrictamente kushán nacida de una mezcla de tradiciones grecobactrianas, de China, India y Persia».
El Imperio kushán fue «el primer gran imperio nómada». Se extendía desde el norte de la India y Afganistán hasta Asia central, aunque la historia de sus logros y hechos en gran parte es desconocida.

### Historia del sitio arqueológico
El montículo artificial que albergaba las tumbas tenía de tres a cuatro metros de altura y cien metros de diámetro. El edificio descubierto tenía salas con columnas y una muralla, todo de ladrillo. El establecimiento, un templo, se remonta al final de la Edad del Bronce y al comienzo de la Edad del Hierro, alrededor del 1600 a. C. El templo tenía un altar en forma de cruz. Las instalaciones se utilizaron durante quinientos años.
El emplazamiento del templo estuvo ocupado a modo de hábitat por un breve período y luego fue abandonado. Las tumbas se dispusieron entre las ruinas al principio de la era común.
El descubrimiento en la necrópolis de monedas permiten fecharla entre el año 10 a. C. y el año 100, es decir desde el final del reino grecobactriano y el Imperio kushán. Esta época corresponde a un «período oscuro y misterioso» para la región, según Sarianidi.

### Descubrimiento

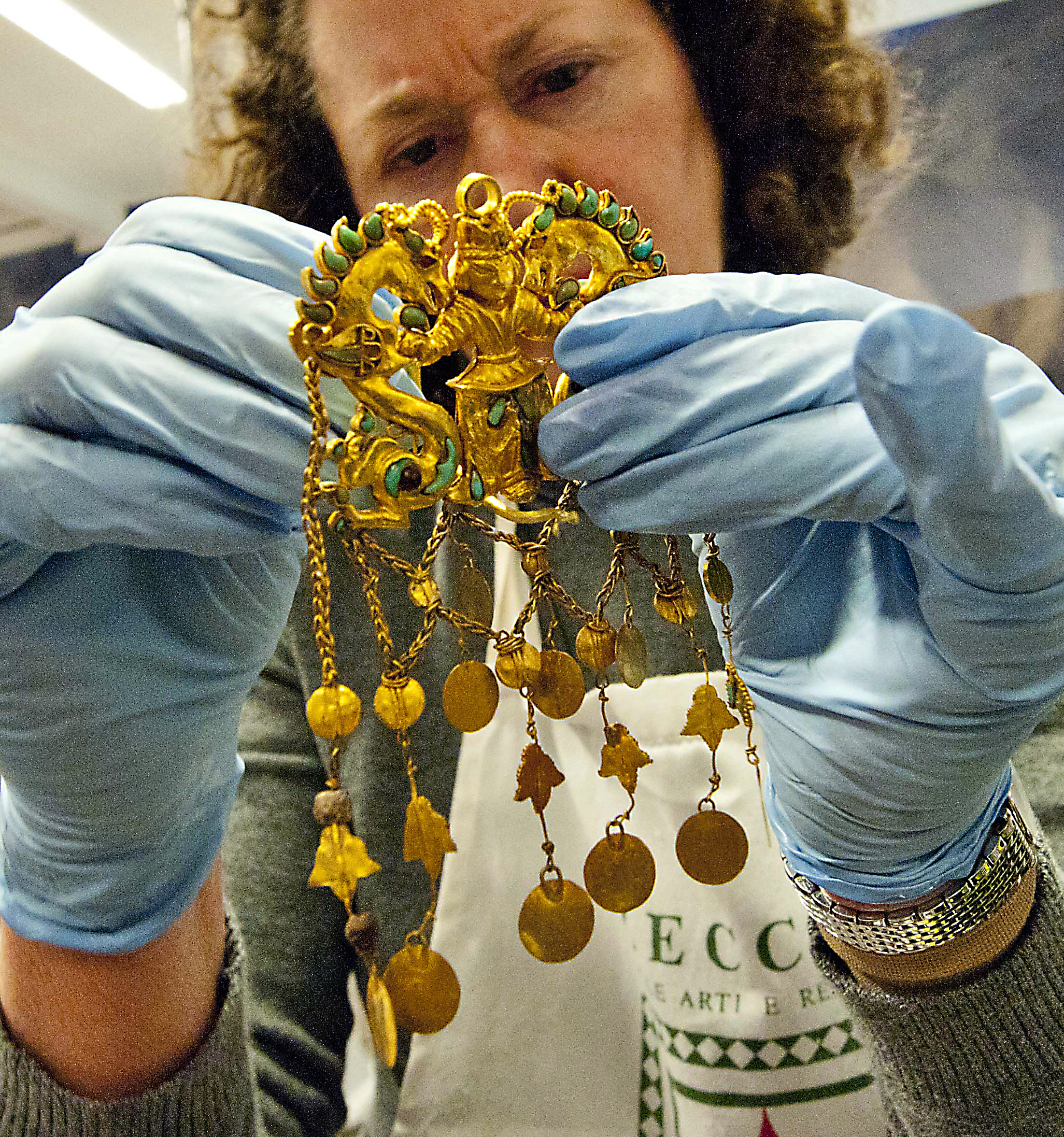
Cuidados dispensados a un colgante (fotografía de 2012).

El arqueólogo Viktor Sarianidi, «especialista en la Edad del Bronce»  y su equipo comenzaron las excavaciones en la región en 1968. La misión incluía además de Viktor Sariadini al arqueólogo franco-afgano Zemaryalai Tarzi. Exploraron la orilla izquierda del Oxus a fin de completar los trabajos emprendidos en Uzbekistán y Turkmenistán y las llanuras de loess en el norte de Afganistán desde 1969. Excavaron en el sitio llamado Tillia Tepe en el invierno de 1978-1979, después de haber iniciado el estudio en 1970, según Dupaigne. Tuvo lugar una localización en 1977. Los fragmentos de cerámica recogidos son inmediatamente percibidos como específicos. La búsqueda fue un ejemplo de precisión, a pesar de las dificultades relacionadas con la situación política.
El 13 de noviembre de 1978, el equipo quiso cerrar el yacimiento por los escasos resultados obtenidos. Continuó, sin embargo, con grandes resultados. La excavación de la primera sepultura comenzó el 15 de noviembre. Las excavaciones sacaron a la luz, además de metales preciosos, huesos humanos que fueron estudiados por los laboratorios de antropología, fragmentos de tela, «los elementos de dos arcos, los restos de un trono plegable y muchos otros objetos más valiosos como las más preciosas joyas». El descubridor calificó su hallazgo como «el descubrimiento del siglo».
Los arqueólogos trabajaron en Bactriana afgana tanto como [les] fue posible. El 8 de febrero de 1979, los objetos fueron transportados a Kabul. Viktor Sarianidi dejó Afganistán antes de finalizar febrero. Sin embargo, en diciembre de 1979, la invasión de Afganistán por la URSS impidió la reanudación de las excavaciones. Sin embargo, elementos similares a los encontrados durante las excavaciones afluyeron a los mercado de antigüedades en las tiendas de antigüedades, en Peshawar y en Internet a principio de los años 2000, prueba de que había excavaciones clandestinas, tal vez en la séptima tumba de la necrópolis, «despertando toda la codicia y todos los rumores».
Algunos hallazgos fueron expuestos en el Museo Nacional de Kabul en 1980, y posteriormente trasferidos al palacio Kouti Baghtcheh en 1985.
El director de la misión hizo un inventario fotográfico en 1982, seguido por una publicación en 1985 con el título El Oro de Bactriana. Los resultados de las excavaciones se publicaron en 1989 con el título El templo y la necrópolis de Tillia Tepe.
Algunos objetos fruto de las excavaciones se expusieron en el Museo de Kabul en 1988.

### Vicisitudes del tesoro

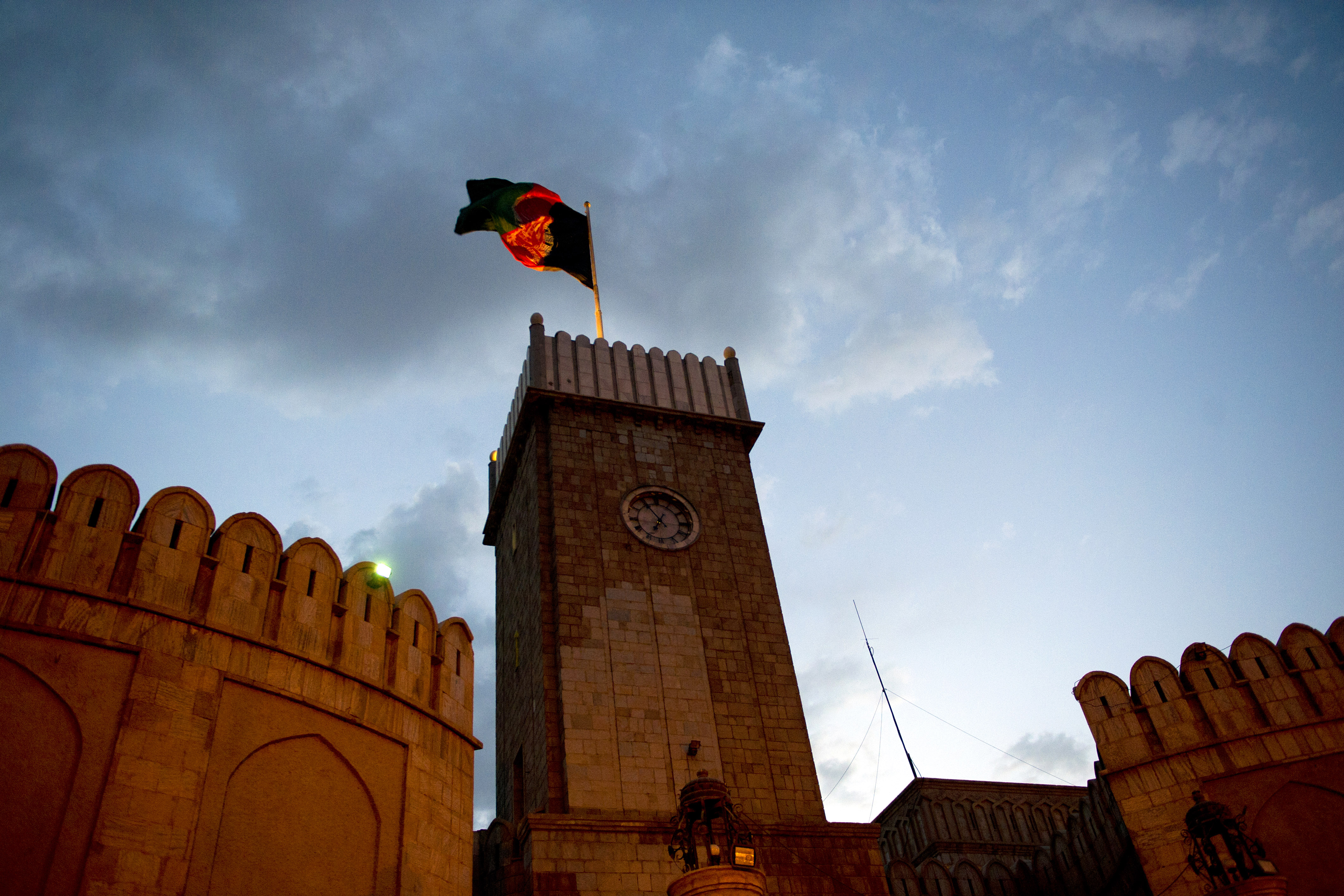
Vista del palacio presidencial, el Arg, que albergó el tesoro durante un cuarto de siglo.

En 1988, como resultado de la seguridad deteriorada en Kabul, funcionarios del Museo Nacional propusieron al presidente de la república Mohammed Najibullah la transferencia de obras, entre ellas el tesoro de Tillia Tepe, a un lugar seguro. Fueron guardadas en cofres de seguridad en el Banco de Afganistán, en los sótanos del Arg, el palacio presidencial de Kabul; y «el secreto estaría a salvo», aunque «algunos afganos pudieran ser torturados y asesinados por no revelar el escondite».
El tesoro desapareció y este «hecho fue sospechoso a los ojos del público en general, que nunca creyó que el tesoro estuviera totalmente perdido, pese al clima de rivalidad entre bloques (...) y las luchas de facciones, y de la manipulación de la información». En 1988, el tesoro salió de Afganistán: los rumores apuntaban a que los soviéticos lo habían robado. Le Monde lo publicó el 15 y 16 de mayo. El mismo rumor circuló en el momento de la retirada del ejército soviético de Afganistán en marzo de 1989. Circularon otros rumores en particular en la década de 1990, que «hablaban de robo, venta en el mercado negro e incluso su fundición».
El año 1989 fue la última vez en que fue visto el tesoro de Tillia Tepe, después se cree que anduvo perdido durante un cuarto de siglo, hasta la apertura de los cofres del Banco Central de Afganistán. Sin embargo, en 1991 se expusieron durante un día algunos de los objetos en el palacio Kouti Baghtcheh.

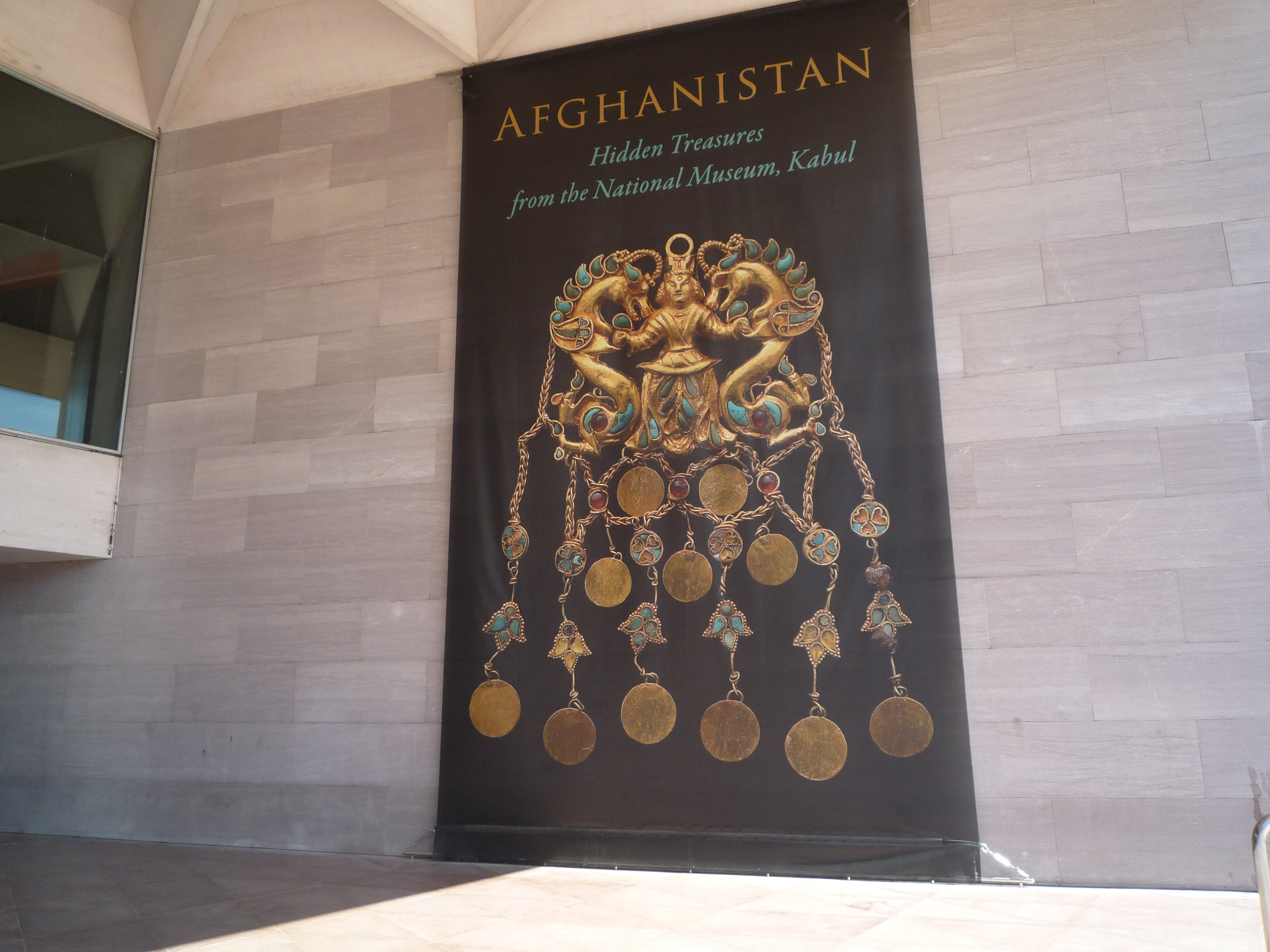
Cartel de la exposición Hidden Treasures from the National Museum, Kabul

Se revisaron los sellos en 2002 y la información de la copia de seguridad de la mayoría de las piezas del tesoro de Tillia Tepe, que se hizo público en 2003 por las autoridades afganas. Según Dupaigne, el control de sellos tuvo lugar el 29 de agosto de 2003. Se hizo un inventario en junio de 2004, financiado por la National Geographic Society, y faltaban mil cien objetos del tesoro.
La presentación del Tesoro estaba prevista para una gran exposición en el Museo Guimet en París y después en varias otras ciudades. La salida de la valiosas piezas fue rechazada al principio por parlamentarios afganos, pero después fue aceptada. Se acumularon los retrasos y los objetos llegaron a París el 16 de octubre de 2006. Los restauradores del Museo Guimet tuvieron que restaurar un cierto número de objetos. La exposición de algunas piezas se llevó a cabo del 6 de diciembre de 2006 al 30 de abril de 2007. Los objetos se exhibieron en la National Gallery de Washington del 25 de mayo al 7 de septiembre de 2008; el periplo continuó hasta 2015 por lo menos, sobre todo debido a la exposición imposible en el nuevo Museo Nacional de Afganistán, aún está pendiente por el hecho de la difícil situación que atraviesa el país.
| Fechas                                         | Lugares de exposición desde 2006            | Sitios de las exposiciones u observaciones |
| ---------------------------------------------- | ------------------------------------------- | --- |
| 6 de diciembre de 2006 - 30 de abril de 2007   | Museo Guimet                                | «Afghanistan, les trésors retrouvés». Museo Guimet (en francés). Consultado el 31 de marzo de 2018.                                                                                                 |
| mayo - septiembre de 2007                      | Museo Arqueológico de Turín                 | |
| Final de 2007 - principio de 2008              | Nieuwe Kerk                                 | «Hidden Afghanistan». Nieuwe Kerk (en inglés). Consultado el 31 de marzo de 2018. |
| 25 de mayo de 2008 - 7 de septiembre de 2008   | Galería Nacional de Arte                    | «Afghanistan: Hidden Treasures from the National Museum, Kabul». The National Gallery of Art (en inglés). Consultado el 31 de marzo de 2018.                                                        |
| 24 de octubre de 2008 - 25 de enero de 2009    | Museo de Arte Asiático de San Francisco     | |
| 22 de febrero de 2009 - 17 de mayo de 2009     | Museo de Bellas Artes de Houston            | |
| 23 de junio de 2009 - 20 de septiembre de 2009 | Museo Metropolitano de Arte                 | «Afghanistan: Hidden Treasures from the National Museum, Kabul». The Metropolitan Museum of Art (en inglés). Consultado el 31 de marzo de 2018.                                                     |
| 23 de octubre de 2009 - 28 de marzo de 2010    | Museo Canadiense de la Historia             | «Afghanistan les trésors retrouvés». Musée canadien de l'histoire (en francés). Consultado el 31 de marzo de 2018.                                                                                  |
| 11 de junio de 2010 - 2 de enero de 2011       | Rheinisches Landesmuseum Bonn               | |
| 3 de marzo de 2011 - 3 de julio de 2011        | Museo Británico                             | prolongado hasta el 17 de julio de 2011. «Afghanistan, Crossroads of the ancient world». British Museum (en inglés). Consultado el 31 de marzo de 2018.                                             |
| 10 de mayo de 2012 - 2 de septiembre de 2012   | Universidad Noruega de Ciencia y Tecnología | Afghanistan: Hidden Treasures. «Copia archivada». Norges teknisk-naturvitenskapelige universitet (en inglés). Archivado desde el original el 1 de abril de 2018. Consultado el 31 de marzo de 2018. |
| 22 de marzo de 2013 - 28 de julio de 2013      | Museo de Melbourne                          | |
| 5 de septiembre de 2013 - 27 de enero de 2014  | Museo de Queensland                         | «Afghanistan: Hidden Treasures». Queensland Museum (en inglés). Consultado el 31 de marzo de 2018.                                                                                                  |
| 7 de marzo de 2014 - 15 de juinio de 2014      | Art Gallery of New South Wales              | Afghanistan: Hidden Treasures. «Copia archivada». Art Gallery of New South Wales (en inglés). Archivado desde el original el 31 de marzo de 2015. Consultado el 31 de marzo de 2018.                |
| 26 de julio de 2014 - 18 de enero de 2015      | Western Australian Museum                   | «Afghanistan: Hidden Treasures». Western Australian Museum. Consultado el 31 de marzo de 2018. |

## Yacimiento arqueológico

### El templo
El yacimiento se remonta a la Edad del Hierro. Los primeros sondeos llevados a cabo por los arqueólogos revelaron el pavimento de ladrillo, los pilares y el recinto amurallado. El templo tiene un altar, probablemente para el culto pre-zoroastriano. La fecha de su construcción se estima en alrededor del final del segundo milenio a. C., y estuvo en uso durante quinientos años. También fue desenterrado por el equipo de arqueólogos soviético-afgano, un pueblo de la Edad del Hierro.
El templo fue destruido por un incendio en el siglo IV a. C. Sobre sus ruinas se construyó un pueblo, que fue visitado por tropas greco-macedonias.

### Descripción de la necrópolis

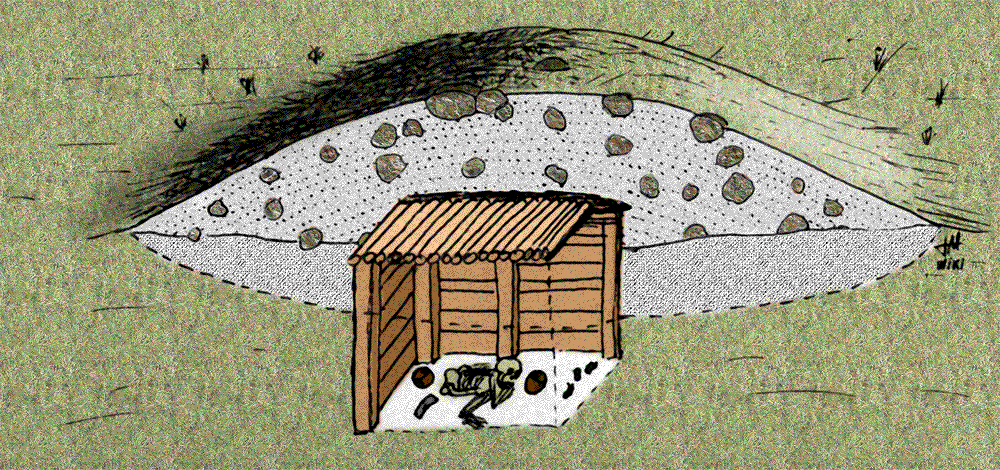
Sección de un kurgán de las estepas. Las tumbas de Tillia Tepe reutilizaron un sitio antiguo y la forma de los sepulcros era mucho más modesta.

Las personas inhumadas son cinco mujeres y un hombre, un guerrero de unos treinta años: este último y dos de las mujeres (tumba VI y III) están enterrados en los antiguos muros del templo, en la parte superior del montículo. Son las sepulturas en las que se ha hallado más mobiliario arqueológico. Las demás se encuentran al pie de la colina y una denominada Cenicienta por Sarianidi, posee menos riquezas.
Ninguna elevación marca la ubicación de cada una de las tumbas, que son modestas, «una simple fosa con un cobertura de madera y colocada en el suelo o ligeramente elevada, un ataúd sin tapa que envolvía una sábana».
Según el responsable de la excavación, esta modestia se relaciona con un deseo de discreción para evitar los saqueos. Las inhumaciones tenían lugar de noche según Sarianidi. Schiltz considera por su parte que la elección de una loma es propia de un grupo de nómadas en proceso de sedentarización o migración y no hay ninguna otra explicación «lo esencial esencial, según la costumbre nómada, es cavar la sepultura en un montículo», y «no hay más que ver el índice de nómadas desestabilizado en sus circuitos habituales, despojados de sus lugares de entierro ancestral y probablemente también tributarios o aliados necesarios para desplazar las toneladas de tierra que requiere la construcción de un kurgán».
Las fosas tienen una altura de dos metros por un metro cincuenta de anchura, y se cavaron a dos metros de profundidad. Ganchos de hierro fijaban el ataúd a la tierra y la parte superior estaba provista con troncos de madera. La ropa de los muertos, que han desaparecido casi en su totalidad, era de algodón o de seda; en las tumbas de los personajes más importantes había una corona. Hay mantas que sobre las que se cosieron discos de oro y plata. Una de las tumbas, la de un hombre, contenía en un borde una cabeza de caballo. «Los difuntos fueron depositados sobre la espalda, vestidos con perlas y ropa ricamente bordada y adornados con pequeñas placas de oro». 21 618 objetos de oro, plata y marfil fueron identificados durante las excavaciones, (21 813 según Dupaigne) de los que se han conservado 20 587 objetos, los otros se han perdido porque no se guardaron en lugares seguros. Cada tumba contenía entre dos mil quinientos y cuatro mil objetos, según Dupaigne, y hasta cinco mil según Schiltz.

## Objetos muebles encontrados en las tumbas

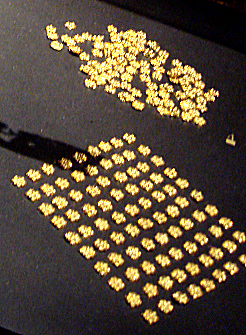
Brácteas diversas.

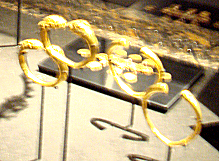
Brazaletes con cabeza de león, tumba VI.

«El número y diversidad de [los] objetos son tales que los especialistas de diferentes países dijeron de este tesoro que era "el descubrimiento del siglo"»; según Sarianidi, entre estos objetos se encuentra la «vajilla preciosa, frascos de vidrios coloreados, de colores y sobre todo joyas y armas ceremoniales»:
- Collares con bolas huecas con perlas y turquesas;
- brazaletes de oro macizo;
- anillos con piedras preciosas y entalles, camafeos;[3]
- hebillas de oro;
- dagas y cinturones de oro;
- placas de oro con motivos dionisíacos;[3]
- espejos de plata con caracteres chinos o con el mango de marfil;
- peine indio de marfil;[3]
- piedras con dioses griegos o animales fantásticos;
- pendientes varios;
- peines de marfil de origen indio;
- cierres antropomorfos de oro;[12]
- anillos adornados con representaciones de Atenea;
- estatua de Afrodita que lleva en medio de la frente una marca «signo indio de casta o de matrimonio»;[3]
- óbolo de Hereo ligado a los yuezhi.[43]

Muchas placas martilleadas presentan motivos en relieve de desgaste y fueron diseñadas para ser cosidas a las ropas. Los personajes llevaban coronas, tenían capas de metales preciosos, y los tocados estaban provistos en ocasiones con grandes colgantes. También se hallaron collares, pulseras, anillos con entalles, dagas, cinturones, cierres, piedras grabadas, espejos con ideogramas chinos, que datan de la época de los Han, entalles griegos con motivos de divinidades. En una de las tumbas se encontró un espejo en bronce colocado en el pecho del difunto. Muchas piedras eran de importación.

### Tumba 1
Primera tumba descubierta, sepulcro: las medidas de la fosa durante las excavaciones fueron 2.5 m de largo, 1.3 m de ancho, y 2 m de profundidad. Albergaba el cuerpo de una mujer joven de veinte a treinta años y una estatura de 1.58 m.
La mujer llevaba sobre sus hombros una manta o una capa, sujeta con broches redondos de oro. Todos los elementos de la decoración de las prendas confeccionadas encontrados durante la excavación testimonia un «carácter de adorno suntuoso y refinado». Las brácteas de oro, turquesa, lapislázuli y ámbar dibujan sobre los vestidos un motivo complejo. La difunta tenía también en su tumba un neceser con los instrumentos de aseo, una caja de polvos, una cesta con maquillaje.

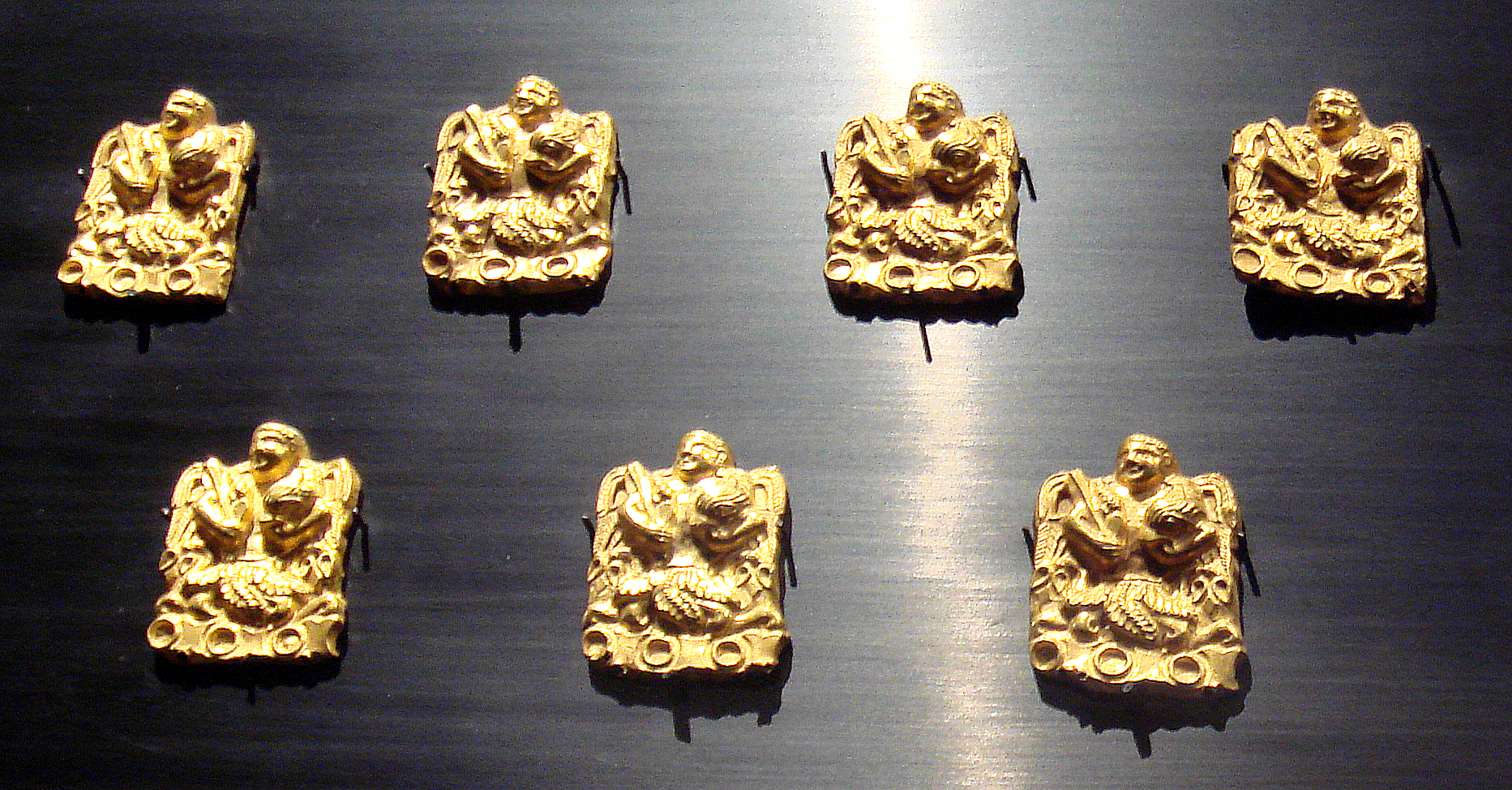
Apliques con decoración denominada hombre con delfín (4.1 x 2.9 cm).

Las excavaciones han exhumado siete apliques llamados Hombre con delfín, elementos de peinado según Sarianidi o adornos de vestidos. Los personajes son «criaturas anguípedas» con cabeza humana y ojos de almendra, con cola de pescado, un pescado alrededor del cuello y un remo en la mano. Los personajes estaban sin duda provistos de alas. Los apliques se hicieron mediante la técnica de estampado, pero no a partir de la misma matriz porque algunos detalles varían en las diferentes placas. Un personaje anguípedo similar fue encontrado en Begram (una copia se conserva en el Museo Guimet). La representación es una deidad del agua y los delfines son a menudo representados en el arte griego, pero la obra recuerdan más a los peces del río Oxus, un siluro o algún tipo de esturión. La divinidad puede ser una representación del río Oxus, pero el paralelo es más probable según Schiltz con la «joven mujer serpiente» (...), la hija del río Borístenes (Dnieper) y la madre de todos los escitas cuya forma se compone de imitaciones de representaciones griegas de «diosas en el follaje». «La criatura que procede de la tierra y el agua posee un poder regenerador a las fuerzas de la naturaleza» y el humano con el delfín «ciertamente están asociados con el control de las aguas fertilizantes».
El sepulcro estaba adornado con otros elementos dorados con corchetes, un adorno para el pelo, un broche, varios tipos de brácteas y rosetas con seis pétalos que, por otro lado, adornaban la parte superior del vestido, a la altura del pecho.
Un ornamento cilíndrico en tambor de oro, turquesa, granate y nácar  puede haber servido como pendiente, (un objeto similar encontrado en Pazyryk se ha interpretado como tal), o adornos para el cabello, los mechones de cabello podían pasar a través de los agujeros del objeto. Este uso no era original, porque el objeto muestra rastros de adaptación a un nuevo uso.
Además, las excavaciones sacaron a la luz un espejo chino datable del siglo I a. C., y una moneda de época parta del siglo I a. C., o del primer cuarto del siglo I a. C., según Schiltz, un óbolo del rey Hereo que debía sostener el difunto en la mano.

### Tumba 2

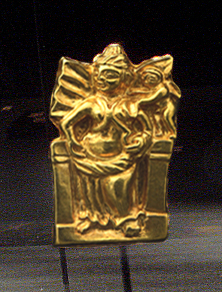
Aplique con Afrodita y Eros, de la tumba n.º 2, llamada Afrodita kushán, 4.5 × 2.5 cm.

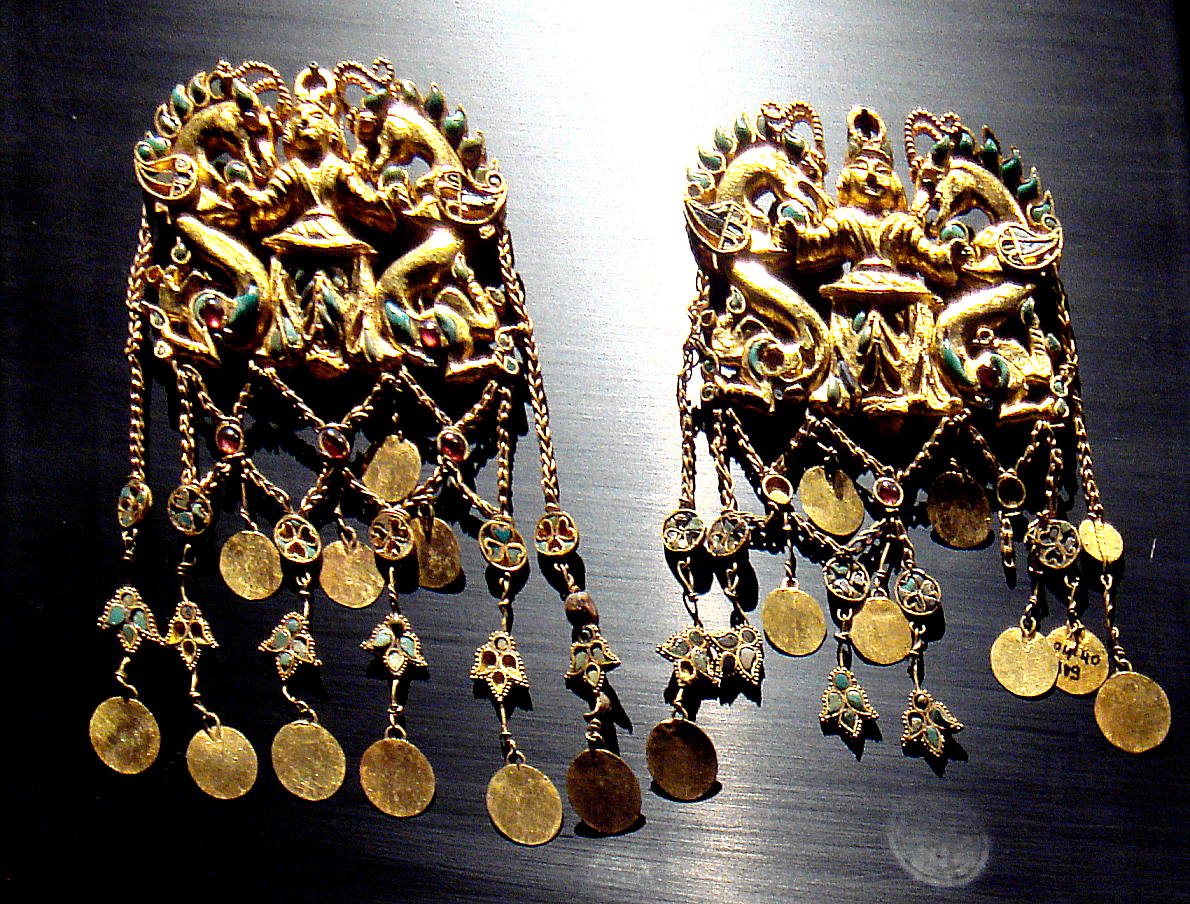
Pendientes maestro de los dragones, oro, turquesa, granate, lapislázuli, cornalina, perla, 12.5 × 6.5 cm.

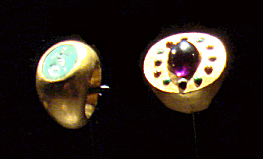
Anillo con entalle verde 3 × 2.7 cm  y anillo adornado con diversas piedras (amatista, turquesa, lapislázuli, ámbar), 3.3 × 3 cm.

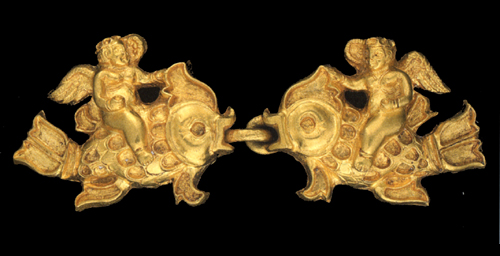
Pareja de broches, Amores cabalgando un delfín, 4.5 × 3 cm.

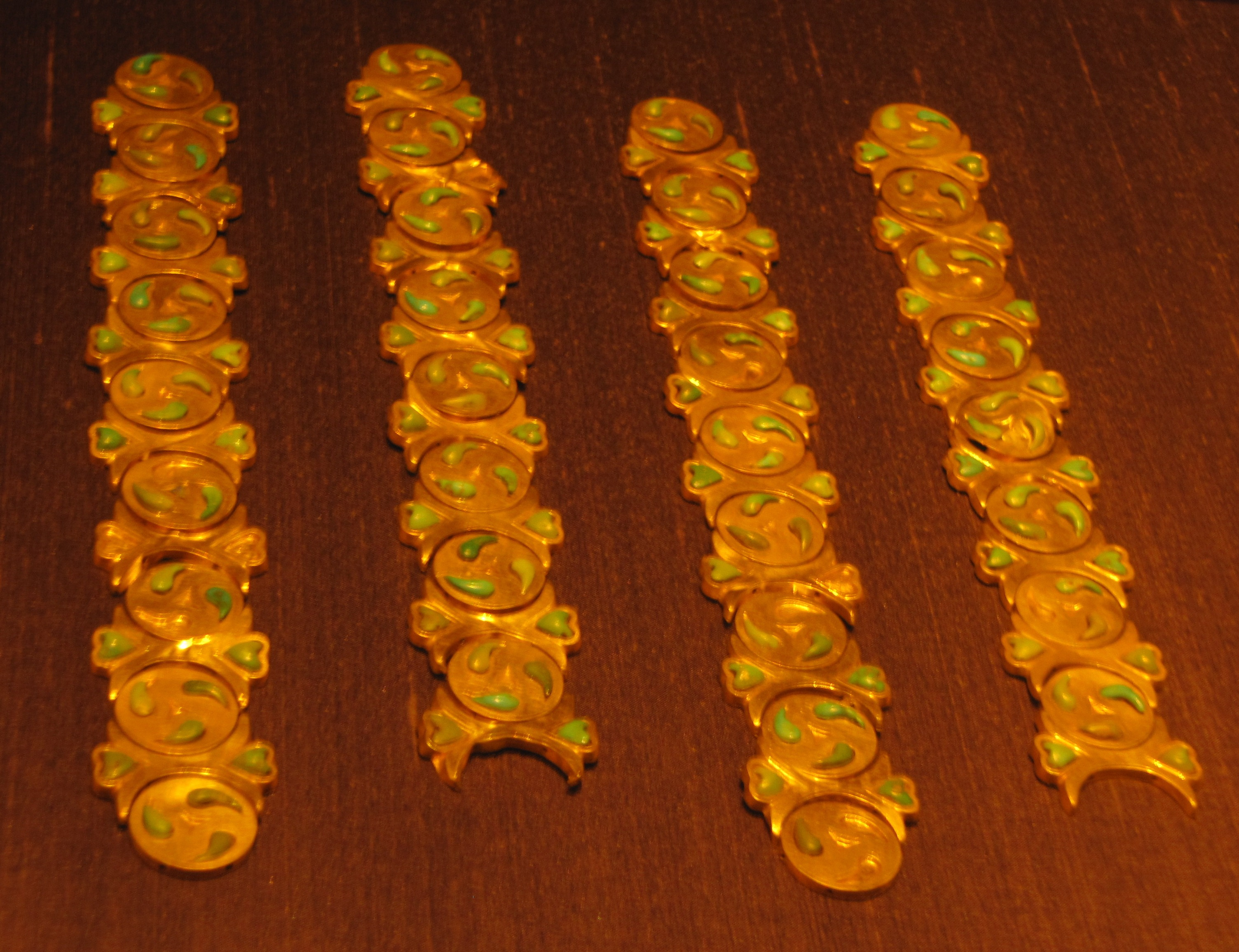
Aderezo de placas, oro y turquesa, 20 cm × 3.1 cm.

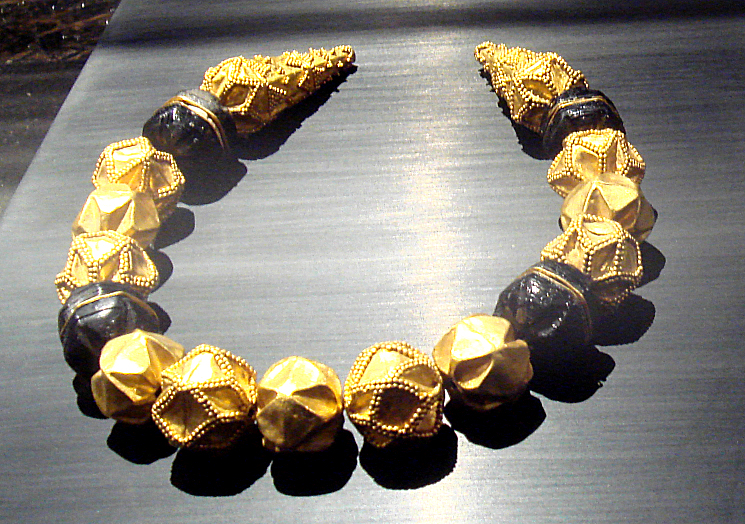
Collar, oro, marfil; 1.8 a 2.4 cm de diámetro.

La segunda tumba descubierta se encuentra «más allá del muro norte del templo», tiene dos metros de profundidad y mide tres metros de largo por 1.6 metros de ancho. El ataúd llevaba durante el descubrimiento de los restos de una capa de yeso y fue envuelto en una sábana. La orientación del cuerpo del difunto, una joven de entre veinte y treinta años, corresponde a la observada entre los alanos presentes en la llanura de Don desde mediados del siglo I d. C.
La joven fue vestida durante su entierro con un alto gorro cónico, «los tocados de punta alta eran casi la norma en todo el mundo nómada, desde el Altái hasta los Urales»: el gorro escita que lleva puesto está equipado con un dije con la diosa de los animales. El personaje femenino, medio desnudo, sostiene una fruta con una mano y es indudablemente una deidad relacionada con la fertilidad. Además de las aves que adornan las esquinas de la joya, otros animales tienen cabezas de lobo y colas de pescado. La tiara contiene «árboles de la vida estilizados» con las aves, y este motivo ha sido reconocido en la diadema del tesoro de Novocherkassk y también en las necrópolis principescas coreanas de Silla. En la sepultura había pulseras con una cabeza de antílope de 8.5 cm por 6.3 cm. El animal está estilizado y en movimiento. Las pulseras, con rastros de desgaste, no solo tenían un propósito funerario, y eran«típicas del arte de los nómadas». Se conocen elementos similares, especialmente dentro de los elementos expuestos del tesoro del Oxus.
Una de las piezas más bellas que se han encontrado es un colgante de cofia que representa a un príncipe con dos dragones, «figura escita típica»: el príncipe usa una corona y tiene el pelo largo, lleva una marca en el medio de la frente. Él confía en dos dragones alados con sus cabezas de caballo. Los personajes representados tienen incrustaciones de turquesas, lapislázuli y cornalina. El personaje, vestido con un caftán, tiene la cara con rasgos mongoloides con una marca en el medio de la frente, quizás de influencia india  y una corona similar a la hallada en la tumba n.º 3 de Pazyryk, pero también presente en las monarquías aqueménida y sasánida. Los dragones, las patas traseras, son similares a las representaciones de los animales de los escitas, «de acuerdo con un patrón típico del arte de las estepas». La joya se llamó Maestro que lucha contra los dragones por los excavadores y pertenece a un «esquema iconográfico tradicional, muy antiguo en Oriente en sus variantes masculinas y femeninas, el Maestro o Maestra de los Animales». Según Schiltz, las formas utilizadas dan testimonio de «una forma de apropiarse del espacio y una connivencia con él que constituye la quintaesencia del espíritu nómada». La joya tenía un anillo, cadenitas y colgantes, por lo que se puedes decir que era móvil.
La difunta llevaba anillos, uno con una representación de Atenea, probablemente un sello. La diosa está representada con un casco greco-bactriano, una lanza y un escudo. Otro anillo que representa a la diosa también estaba presente, pero con inconsistencias en las representaciones de los detalles. Según Sarianidi, esto indica una creación de artesanos locales «que ya habían olvidado la forma canónica».
Entre los elementos de decoración de la ropa, es necesario hacer un lugar a una pareja de broches que representan a Eros sentado sobre un delfín, «desnudo y gordito». Los Amores están coronados, alados, y los peces tienen cabezas redondas y están provistos de numerosos alvéolos. «El orfebre bactriano solo tenía un conocimiento imperfecto del tema» y los peces figurados están presentes en el río Oxus. Para Schiltz, el pez representado es un siluro.
Una estatuilla llamada Afrodita kushán adorna a la difunta a la altura del pecho. Un Amor provisto de un arco se encuentra a la derecha de la diosa que está provista de alas de mariposa que son las de Psique y un turbante. Además, las correas se cruzan entre los pechos de la diosa, los aditamentos de las alas o las cadenas del pecho ornamentales conocidas en Gandhara y también en Roma. La diosa se representa en posición vertical, mientras que al mismo tiempo el artista ha incluido columnas, montantes de un trono. Las diosas aladas fueron muy populares en el panteón local antes de la llegada de las tropas de Alejandro Magno, y la estatuilla es «un ejemplo de la unión de tradiciones bactrianas locales y tradiciones extranjeras griegas».
La excavación de la sepultura permitió liberar muchos elementos cosidos anteriormente a la ropa: figuritas de músicos, amuletos, candelabros, numerosos tipos de brácteas. Algunos elementos de adorno fueron provistos con patrones de sucesión de discos incrustados con alvéolos. Estos fueron cosidos o usados en collares. Se suponía que los amuletos, «pequeños colgantes hechos de oro o piedras rizadas», tenían poderes, cuya efectividad estaba vinculada a las formas, a las imágenes representadas, pero también a las piedras utilizadas, «con virtudes consideradas protectoras». En la sepultura se han encontrado dos pequeñas figuras de músicos, tal vez desnudo, y equipado con un laúd o un ud. Los músicos tuvieron un gran papel en el mundo nómada, comparable a los aedos, especialmente durante las ceremonias. Las excavaciones de Pazyryk arrojaron representaciones de un instrumento de cuerda similar al encontrado en Tillia Tepe, además de los tambores.
Un espejo chino  y un tubo de oro, «una especie de cetro», también estuvieron presentes en el entierro y la difunta llevó en las piernas una canasta que contenía candelabros con un hacha de hierro y cuchillos, y a sus pies un recipiente de plata.

### Tumba 3
La tumba se encuentra no muy lejos de la cima de la colina artificial, y en una pared de ladrillos del templo. El ataúd estaba rodeado de cuero o una tela adornada con discos de oro, y en el suelo de la fosa había una estera. En la tumba los ratones causaron destrozos al mover los artefactos, y según Schiltz «la presencia de adornos tan desplazados hacia el exterior le ha conferido al montículo el nombre de Colina de oro». Los elementos encontrados en la sepultura, joyería y adornos para tocados, sugieren que la tumba fue ocupada por una mujer cuyas ropas estaban «ciertamente muy ricamente adornadas», y los zapatos de la difunta estaban adornados con una hoja de oro. Las suelas de oro  tenían un uso funerario o eran un signo aristocrático, porque la élite caminaba sobre alfombras. La sepultura contenía alrededor de cinco mil objetos de oro. Cuatro medallones están decorados con un busto de un personaje con un torque en el cuello y con colgantes. Según Schiltz, se trataría de una evocación del dios Dioniso en su juventud. Se desconoce el emplazamiento exacto de los medallones sobre la ropa de la difunta.
Se ha hallado un peine de marfil, de tipo indio. Los peines pertenecen a los mobiliarios funerarios nómadas encontrados con frecuencia durante las excavaciones arqueológicas. En Tillia Tepe, los investigadores encontraron solo uno, el origen se deduce de su material y sus motivos ornamentales.
Un colgante para el cabello cabello está adornado con dos prótomes de caballos, según un motivo de larga y antigua tradición en Oriente, así como en una sociedad donde la caballería era importante. El mismo patrón se encontró en una silla de montar de cuero de Pazyryk, pero en el hallazgo de Tillia Tepe los caballos se ven en 3/4, a la manera griega, si bien la composición es burda.
Una moneda del reinado de Tiberio, un áureo   acuñado en Galia, está fechada tal vez en los años 16-21, en cualquier caso, no después del año 377. La moneda presenta en el reverso a Livia, madre de Tiberio y esposa de Augusto, como diosa de la paz. En la misma tumba ha sido hallada una moneda parta de Mitrídates II, datada entre 124 y 87 a. C., y que pudo haber estado en la mano de la difunta.. Esta pieza monetal tal vez fue acuñada en Nisa (en el actual Turkmenistán), presenta en el anverso un rey barbado con una diadema, y en el anverso figura un personaje con indumentaria parta portando un arco. La presencia de estos dos tipos de monedas «invita a la cautela y a no subestimar el tiempo de circulación de una moneda». Las monedas de Tiberio se conocían en el centro y sur de la India, y tal moneda puede, sin embargo, datar la inhumación. El descubrimiento de Tillia Tepe es el primero de su tipo en Asia Central.

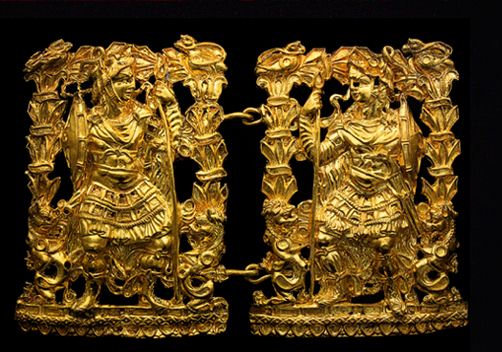
Pareja de broches con decoración de guerreros (9 × 6.3 cm.

Los arqueólogos han encontrado varios pares de broches para cerrar una prenda gruesa. De estos, uno decorado con guerreros, ha sido datado en 170-145 a. C. Son bastante simétricos. Muestran a un guerrero con un escudo, una espada en el lado izquierdo y una lanza en una decoración con plantas y animales. Estos elementos (de armamento, pero también de adorno propio del medio militar y monárquico) son griegos o greco-bactrianos, como los presentes en las monedas de los reyes de Bactriana, como Eucratides I. La espada es característica del mundo nómada. Del mismo modo, la decoración del marco revela «una estética animalística perfectamente ajena al arte griego, la del arte de las estepas». Otro par de broches representa un Amor que cabalgando un delfín, representado sin alas y en una actitud de conquista. Sostiene en su mano un objeto figurado en el medio de una piedra que se ha perdido. Parece que el pez de las representaciones encontradas en la tumba n.º 2 es un siluro.
Un espejo de plata chino estaba sobre el pecho de la difunta, y otro espejo con mango de marfil también estaba en la sepultura.
En la tumba también se han encontrado recipientes y fragmentos de neceseres de aseo de fayenza, plata y marfil, entre los que se encuentra un tarro de maquillaje, y una caja cilíndrica con una tapa con una inscripción griega en la que figura el peso del objeto, de la cual se encontró un paralelo en un enterramiento sármata en el Volga.
Muchas otras joyas figuran entre los descubrimientos, incluyendo un par de brazaletes  y horquillas para los cabellos. En un anillo en entalle figura una escena de sacrificio  con un hombre sosteniendo una rama frente a un altar, un tirso y un pilar decorado con una guirnalda. Un entalle está adornado con un toro  de jade. También había un collar y una joya ovalada con una representación de Atenea de pie y con casco, que se podía coser y era quizás un elemento de un sello de anillo. Además de las joyas se encontraron en el enterramiento dientes de tiburón fósiles engarzados en un colgante, considerados por la tradición nómada como «lenguas de serpientes petrificadas» que tenían un gran poder mágico.

### Tumba 4

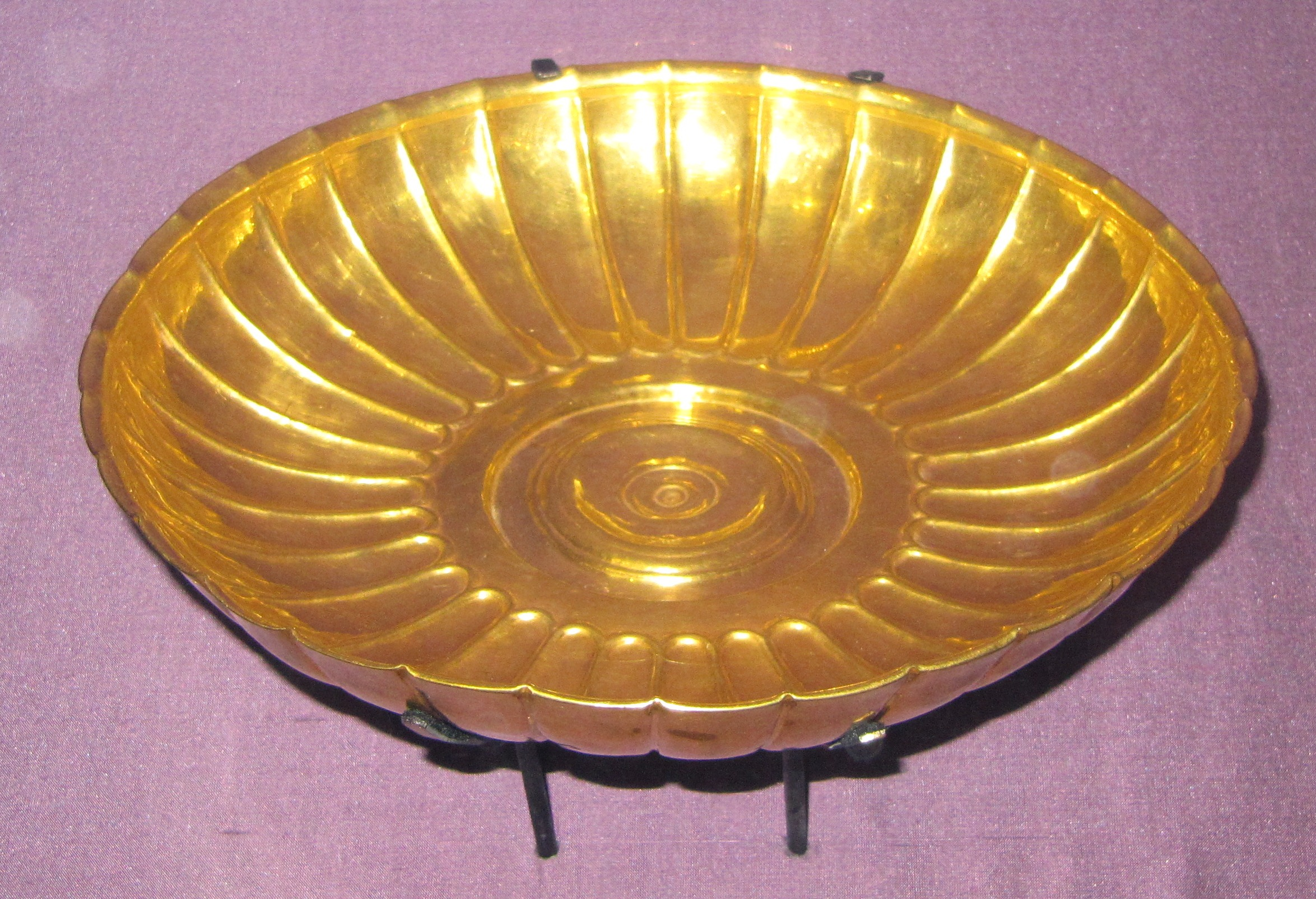
Fiale, 23 cm de diámetro, 4 cm de altura.

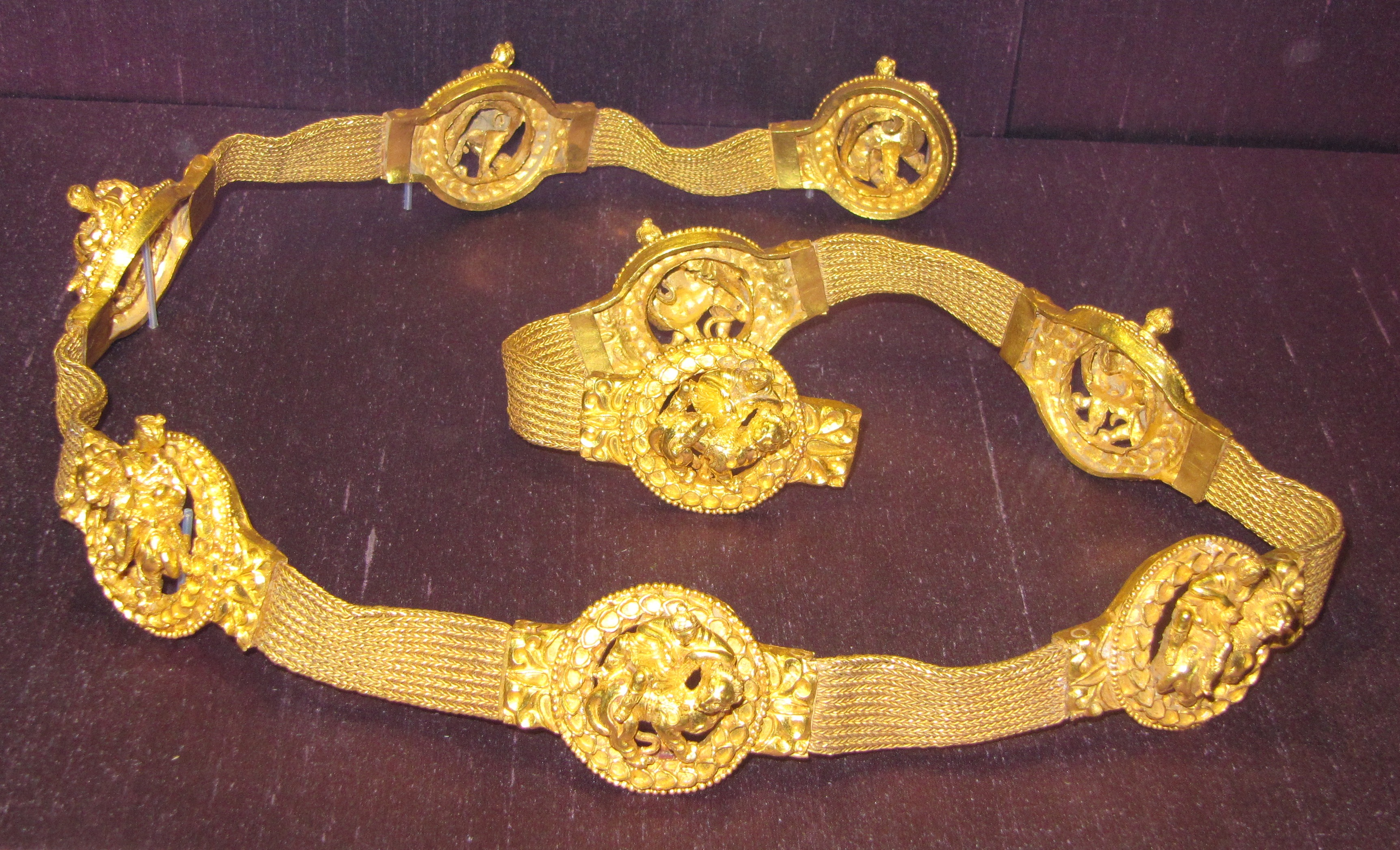
Cinturón, 97.5 × 2 cm.

La sepultura del único hombre encontrado está embutida en el muro del templo. Durante las excavaciones, la fosa midió una longitud de 2.7 m, una anchura de 1.3 m, y una profundidad de 1.8 m. A una profundidad de 0.4 m, los excavadores encontraron huesos de cráneo y patas de un caballo, vestigios de un banquete fúnebre o sacrificio. El ataúd estaba tapizado con cuero y adornado con brácteas de oro.
El difunto, sobre los treinta años, medía entre 1.7 y 1.85 m, y «casi 2 m» según Schiltz, una gran altura para la época.
El traje fue estudiado por los arqueólogos, que consideran que el hombre llevaba una camisa y un caftán sobre un pantalón, sin embargo, los últimos estudios ven una chaqueta larga. La prenda estaba ricamente decorada con apliques y brácteas, al igual que los zapatos. El traje era típico de los de los jinetes de las estepas.
La cabeza descansaba sobre una almohada de seda y una flor dorada  con treinta y dos acanaladuras. En una inscripción figura su peso, cuarenta y un tetradracmas, la unidad del estatero, que equivale a 15.56 gr. Heródoto se refiere a la fiale como «un signo o un símbolo del poder real escita». Las mujeres de los entierros III y VI también tenían vasos de metal debajo de la cabeza.
La sepultura ha proporcionado hebillas de zapatos adornadas con un hombre en un carro tirado por dragones. El carro está equipado con un baldaquino, o tarima, forma conocida en Persépolis o Ai Khanoum pero también en la China de la dinastía Han y en los nómadas Xiongnu. En la tumba se halló un asiento de cuero en un soporte de metal, como un «trono móvil».
La excavación también reveló la representación de un íbice, un elemento de «tocado de desfile». El ornamento del tocado tiene la forma de un árbol de la vida. Un muflón de pie apareció en el cabello. El muflón se presenta con un gran realismo, y con un «refinamiento superior al del arte de las estepas».
Las pezuñas están provistas de anillos para que fuera el «elemento final de un tocado alto». Detrás de la cabeza del animal, un sistema de sujeción permite contemplar un elemento de adorno en materiales más frágiles, madera o cuero. Las estatuillas de madera se encontraron en las tumbas escitas congeladas de Altái y Kazajistán. El hombre de Issik, en particular, tenía una imagen de un muflón de oro en su tocado, y la Colección siberiana del Hermitage aún conserva estatuillas que pueden haber tenido una función similar, pero cuya procedencia exacta se desconoce.

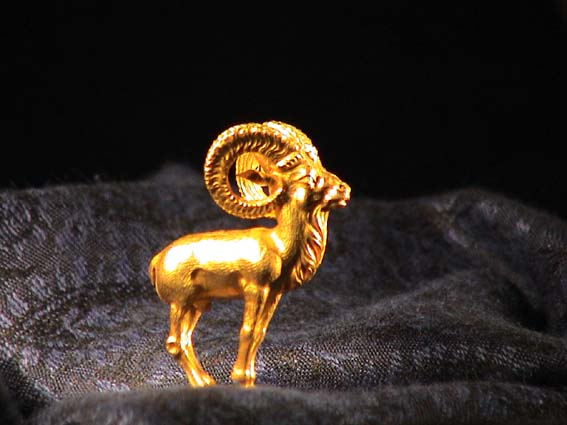
Estatuilla de muflón, tumba IV, 5.2 × 4 cm.

En la tumba se produjo el hallazgo de un cinturón de desfile, «uno de los atributos del poder real», con 8 cadenas de oro y 9 medallones en relieve que representan una figura sentada sobre una pantera, tal vez Dioniso. Cada elemento se hizo por separado y luego se integró en el cinturón que estaba cerrado por dos broches. Los medallones, aunque representan la misma escena, son diferentes en los detalles, la pantera, la silla de montar, el personaje están representados con diferencias sensibles. El personaje parece presionar su pecho para hacer salir leche, «gesto eminentemente femenino» y testimonio de «confusión, colusión o bricolaje entre varias imágenes», Dioniso, la diosa Nana, incluso Artemisa o una diosa de la fertilidad.
La sepultura ha proporcionado placas con panteras y placas de escudo, uno de los cuales tiene gatos alados en posición vertical mordiendo un caballo. Si el tema es ciertamente escita, el tratamiento realista y algunos detalles (pelaje, crinera) recuerdan el arte greco-escita. Otro plato del mismo tipo muestra una pantera alada en la parte posterior de un antílope abatido. La escena es típica del arte de las estepas.
Se encontraron los elementos de un arnés o de sujeción de armas, presumiblemente adornos de la correa, algunos con motivos de animales fantásticos: una criatura enrollada sobre sí misma se muerde la cola, criaturas con cabeza de rapaz.· La correa era de cuero y los restos muestran signos de desgaste.
Las armas son todas nómadas  y «claramente proclaman su estatus de jefe»: dos arcos, dos carcajes con puntas de flecha de hierro, una espada larga sármata. Las armas enterradas con el difunto eran ricas: puñales, dagas, vainas de oro con incrustaciones de turquesas, cinturón de oro trenzado. Estabn destinados para el desfiles y para ser vistos, y al hombre se le proporcionó una «insignia simbólica del poder».
| |
| Vainas de oro con incrustaciones de turquesas, una decorada con una escena de peleas de animales, 23.5 × 9 cm y la otra que había contenido tres dagas, 26 cm. |

| |
| Puñal de oro, hierro y turquesa (37.5 × 9 cm), con vaina hecha de madera, cuero, oro y turquesa y decorada con animales (23.5 × 9 cm.) |

| |
| Vaina con tres cuchillos, bronce, oro y turquesa, 26 cm. Puñal con mango de marfil en el interior. |

Uno de los elementos descubiertos es el revestimiento de una vaina cuatrilobulada, El puñal está provisto de una hoja de hierro  y la funda, hecha de madera cubierta de cuero y provista de un chapado de oro, está adornada con una «fila de criaturas monstruosas, bestias aladas y cuernos (...), colas azotando el aire, garras poderosas y fauces en actitud de morder». En medio de incrustaciones redondas, el arma presenta una rica decoración animal de animales fantásticos: choque de bestias aladas, y «todo contribuye a crear una impresión de agresividad y dinamismo invencible». Esta configuración tiene lugar en el contexto de las estepas iraníes en el «ciclo de la vida y la muerte». Un oso de pie que tiene en su boca un pámpano, adorna el pomo del arma. El reverso tiene un árbol de la vida. En el contexto de Tillia Tepe, el objeto es un «arma ceremonial» y un «signo externo de pertenencia hereditaria a la aristocracia nómada». Una vaina de la misma forma se representa en el monte Nemrut, en el Imperio Parto, en Palmira, Susiana y Elymaida. Vainas de la misma forma han sido descubiertas en el Altái, en particular, en entierros nómadas pero no yuezhis, el uso entre los partos está unido, según Bernard a los orígenes nómadas de este pueblo, o los contactos con los nómadas de los confines de su imperio.
Un segundo forro de vaina lleva dos dragones  y posee un estuche con múltiples dagas. La vaina tiene dos lóbulos en los lados; en el medio hay una daga, y en la parte posterior otra vaina contiene dos dagas más pequeñas. Dos animales fantásticos luchan, uno es un dragón alado y el otro tiene una cornamenta de ciervo. El borde está decorado con corazones y un motivo geométrico con la presencia del motivo indio de la esvástica. El dragón pertenece a la tradición china, los detalles son aqueménidas o griegos. «El objeto es, sin duda, uno de los que refleja más vívidamente la diversidad de componentes en juego en el arte de Tillia Tepe».
También hay en la panoplia del difunto un puñal con una escena de combate de animales. El arma es un akinakes, arma corta conocida ya entre los sacas, representados en particular en la Apadana de Persépolis blandiendo una espada de hierro. El mango está provisto con un motivo de acanto con nervadura incisa en los capitales de Ai Khanoum.

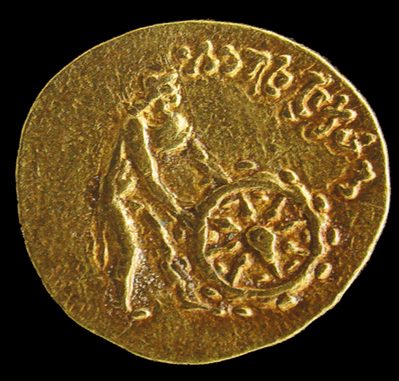
Moneda india de oro, 1.6 cm de diámetro.

La moneda de oro «con el hombre con la rueda y el león rugiente», se la considera una medalla india. Un hombre a la derecha está empujando una rueda de ocho radios, con una inscripción en karosti que significa «el que pone en movimiento la rueda de la ley». El reverso tiene un león con la pierna levantada, un símbolo budista (nandipada) y una inscripción que dice «El león que impulsa el miedo». Según Schiltz «parece que tenemos aquí la representación más antigua de Buda según una modalidad que aún no es la de la iconografía budista tradicional».
El hombre llevaba un pectoral con una decoración de guerrero, datado entre 170-145 a. C.-36. Hay un camafeo incrustado, representando a un hombre con un «perfil con nariz recta, griego, con labios suaves y caprichosos.» Según Sarianidi, podría ser el retrato del rey Eutidemo I, llevado por el propio rey y «el camafeo fue hecho por un artesano greco-bactriano y (...) fue el trofeo de uno de los jefes nómadas que devastó el reino greco-bactriano». Posteriormente, se integró en el peto por separado. Según Bernard, el camafeo «no es una reliquia del período griego (...) reutilizado como un colgante en el collar», es un camafeo hecho de acuerdo con la técnica greco-bactriana, a pesar de la «mediocridad de la factura». El collar es de una forma conocida entre los gobernantes indo-partos de Aracosia y del Punjab de la primera mitad del silo I, incluyendo a Gondofares. El camafeo y el collar son «un emblema del poder», el soberano se presenta a sí mismo como «un continuador de la dinastía extinta».
Figuran los heráclidas echándose a suerte los reinos  en un entalle en una cántaro  o ánfora, Tres guerreros rodean a un águila posada en una columna, cerca de un altar a Zeus. La representación puede estar relacionada con el recuerdo del modo de acceso al poder por parte de la dinastía enterrada allí. «Todo apunta al jinete que se convirtió en un caballero, la dinastía ansiosa por confirmar su imperio mediante el uso de signos de realeza sedentaria sin renegar de su filiación nómada de la que se sentiría orgullosa».

### Tumba 5
La tumba n.° 5, ubicada al norte de la colina, fue excavada en la muralla aqueménida. Cuando se descubrió, la fosa medía aproximadamente 2 m de largo, 0.8 m de ancho y 1.65 m de profundidad. El ataúd es monóxilo, ahuecado en un tronco macizo, «como era (...) la costumbre en el Altái». Una sábana cubierta de adornos lo rodeaba. El fallecido era un adolescente o una mujer joven de unos veinte años.
La ropa del difunto no estaba decorada con colgantes o apliques, solo contenía pequeñas perlas. El mobiliario era muy modesto. Esta tumba es «la menos rica de las que se han excavado».
El entalle de calcedonia  está decorada con un grifo brincando, similar a las representaciones de esta criatura tanto en el arte greco-escita como en el arte macedonio, «animal fantástico [que] evoca el mundo griego y el mundo iraní, pero también el Altái donde según Heródoto guarda las minas de oro». Según Schitz el objeto, data del siglo IV a. C., y es mucho más antiguo que las sepulturas; podría tratarse de un entalle greco-bactriano o greco-persa y reutilizado, aun dañado, como adorno de collar. Por su parte, el entalle de plata y malaquita   lleva la imagen de una Victoria que alza una corona con la mano izquierda y en cuya mano derecha lleva una palma.
El brazalete con extremidades corredizas  constituye el «montaje sobre un brazalete de objetos de recuperación» diversos, ligados a la magia. El difunto tiene pendientes con forma de corazón  y tobilleras.
El elemento más rico de la tumba era un collar, de color vívido, compuesto por dos tipos de colgantes y destinado a ser cosido en el borde del vestido.
En la tumba también se ha encontrado un colgante en forma de león, amuletos y otros elementos: un espejo de plata, un estuche, una cesta, un recipiente de plata, un tubo que probablemente deba considerarse que tuvo la función de cetro.

### Tumba 6

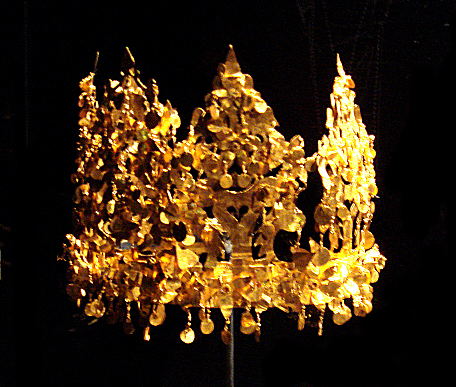
Corona de oro y turquesa, 45 × 13 cm.

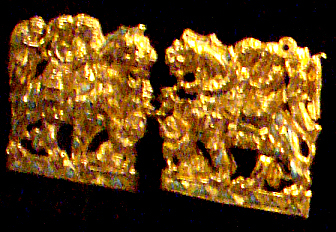
Broches Dioniso y Ariadna. Confeccionados con oro y turquesa. Diámetro de 6.5 × 7 cm.

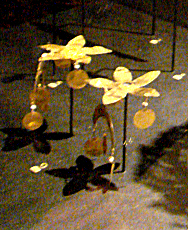
Adornos para el cabello, de oro y plata.

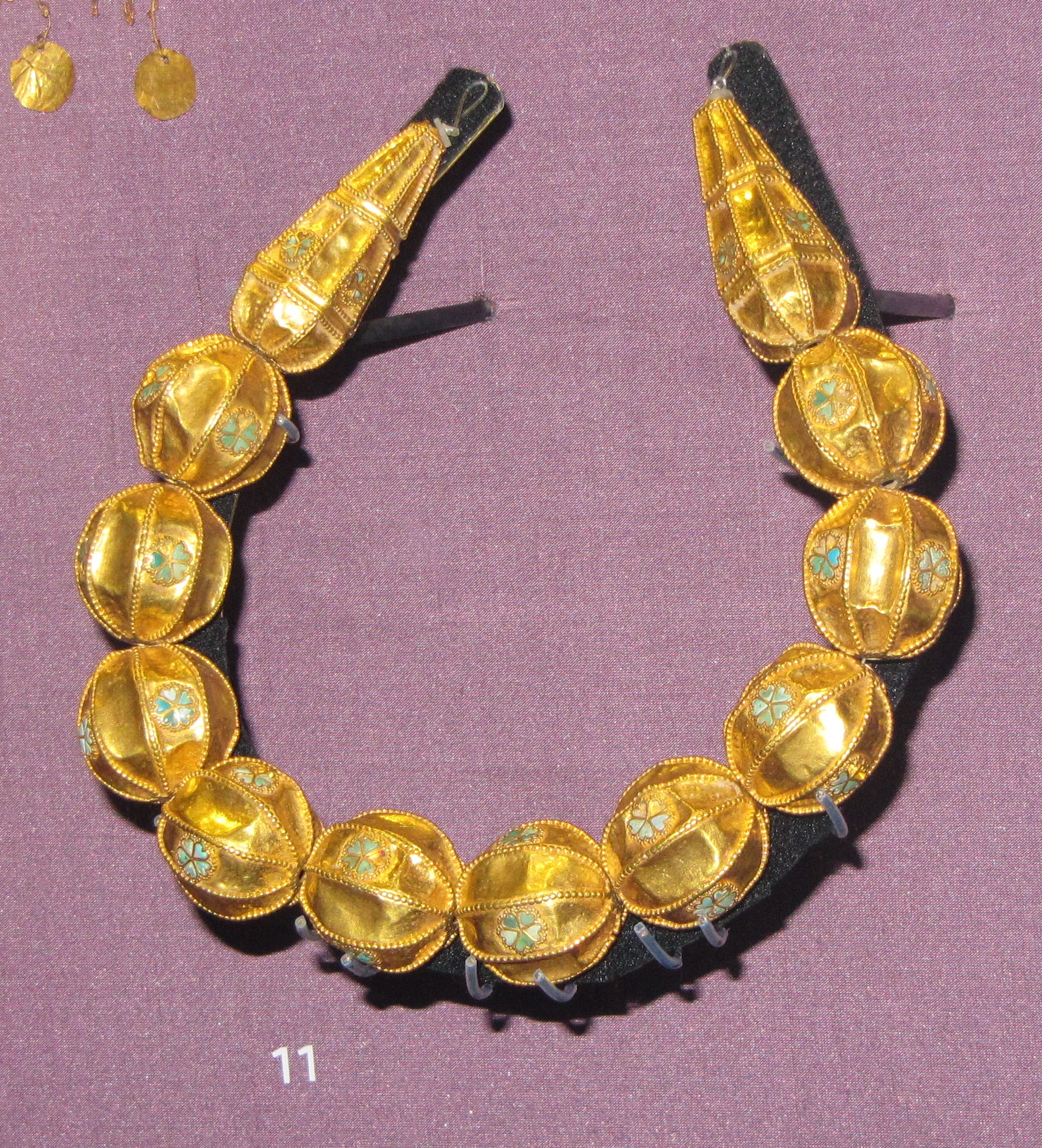
Collar de oro y turquesa. Diámetro: 2.8 × 2.5 cm.

La tumba n.º 6 está ubicada en el corredor del templo y la fosa es irregular, de 3 × 2.5 m. En su punto más alto el tamaño crece hasta los 2.5 × 1.2 m. Se colocó una estera sobre un ataúd, sin tapa hecho con planchas de madera, que fue envuelto en un paño provisto con adornos de oro.
La ocupante, una joven de unos veinte años y de 1.52 m de estatura, sufrió una deformación voluntaria de su cráneo, según los estudios antropológicos efectuados de la osamenta; práctica que también se descubrió durante las excavaciones arqueológicas en el yacimiento de Koktepe. La difunta vestía un vestido amplio o túnica, encima de los pantalones. La prenda estaba ricamente adornada con brácteas y apliques, así como también su calzado.
En esta tumba se descubrió una corona de oro decorada con pájaros. Es «suntuosos tocado nómada» es desmontable y está decorado con árboles y pájaros que despliegan sus alas. los árboles se asemejan a árboles de la vida. El tipo de corona es específicamente nómada y no se conoce ni en el mundo griego, ni en el parto ni en el kushán. En cambio, se encontraron ejemplares similares en las excavaciones de Silla en Corea  o las piezas datadas en el siglo IV a. C. halladas en el actual Kazajistán.
En la sepultura, los arqueólogos han encontrado una moneda de oro en la mano de la difunta  y una moneda de plata en la boca, destinada al pago para cruzar el río Estigia, según Sarianidi. En el anverso de la moneda hay un rey tocado con una tiara, y en el anverso figura un personaje armado con un arco. La moneda es una imitación local de una ceca de Margiana,, de monedas arsácidas, en particular de Gotarces I de Partia. Es diferente de las monedas de este período, habitualmente de bronce y plata, lo que significaría el prestigio que la acuñación de monedas confería a los reyezuelos locales. Esta moneda constituye otra de las muchas evidencias de la pertenencia del oeste de Afganistán al imperio parto a comienzos del siglo I d. C.
Los broches con Dioniso y Ariadna cabalgando un animal  tenían la función de cerrar el vestido. Incluyen un sileno junto a las deidades, una Niké que sostiene una corona sobre la pareja divina. El animal que el dios monta es una criatura indeterminada, Ariadna cabalga al estilo amazona. Dioniso tiene rasgos asiáticos y lleva una corona, al igual que su compañera. Tiende una copa al sileno que sostiene un ritón , que es el «compañero inevitable de todas las escenas dionisíacas». «Incuestionablemente de inspiración griega», esta iconografía demuestra «el inmenso éxito en Asia central -y más al este- de la imaginería dionisiaca». La complicidad de la pareja atestigua la importancia del papel de la mujer en la sociedad nómada, «quizás esta pareja cabalgando entrelazada significó para la difunta su propia dignidad de esposa principesca, y en la muerte, su propia apoteosis». La manta de la silla de montar representada es propiamente nómada, y el animal, criatura en la que se encuentra un león, una cabra, un dragón, es un «buen ejemplo [de] los monstruos variopintos preferidos en el arte escita». Los broches recuerdan «los magníficos ejemplos griegos del arte de la joyería».
La joya llamada Afrodita de Bactriana adornaba el centro del vestido de la difunta. Representa a una mujer alada «sensual y voluptuosa», con el torso desnudo, que apoya su mano derecha en la cintura y con la izquierda agarra el vestido. Tiene la piernas cortas y el vientre protuberante. La rodilla izquierda doblada produce un efecto de drapeado húmedo sobre las piernas. Los adornos, incluidas las muchas pulseras que adornan los brazos de la deidad y los elementos físicos, como el punto central de la frente, la cara redonda, la actitud, se alejan de los cánones helenísticos y cuestionan la identidad de la divinidad representada. Según Sarianidi, son los cánones nómadas de belleza los que han sido representados.
El par de pendientes con el motivo de la Señora de los animales  son placas de oro y turquesa cuyo marco incluye en los ángulos superiores un ave, probablemente un ave rapaz, y una cabeza de pez en los ángulos inferiores. A lo largo de toda la pieza «el animal (...) traduce el orden del mundo». La mujer, casi desnuda, tiene alas. Shiltz la considera la paredra de la Señora de los dragones. A sus lado hay dos animales, representados boca abajo, un lobo o un perro, con una aleta, y con cola con aspecto vegetal. La diosa pone su mano derecha sobre el vientre de un animal y con la otra sostiene una fruta, una manzana o una granada, «en un gesto de ofrenda». La identificación precisa de la divinidad es compleja, sin embargo, la presencia de plantas y animales evoca una deidad relacionada con «la noción de fecundidad, fertilidad y renovación que fundamenta la cosmovisión del conjunto de los pueblos iranios, y especialmente la de los nómadas». Varias joyas adornaban a la difunta: pendientes adornados con un Eros  que tiene huellas de desgaste, un anillo con entalle, un par de pulseras con una cabeza de león con cuernos, (existen brazaletes similares en la colección siberiana de Taxila), diversos elementos ornamentales, adornos para el pelo, un collar  con perlas y motivos de rosetas con incrustaciones de turquesa.
La mujer, llamada la princesa del espejo chino, tenía un espejo plateado en el pecho y otro con un mango de marfil. De la tumba también se han exhumado varios elementos que formaban parte de un neceser de aseo y de maquillaje, y un cetro. Sarianidi la ve como a una persona de «estatus social preeminente», tal vez una princesa escita.

## Interpretación

### Identificación de los ocupantes
La identificación de personas inhumadas es «el mayor problema histórico que plantea la necrópolis», y la cuestión aún no está esclarecida definitivamente, ninguna de las diversas hipótesis propuestas cuenta con la adhesión de los especialistas en el tema.
La antropología no puede ayudar porque los esqueletos estaban en mal estado de conservación, incluso aunque las tumbas hubieran permanecido invioladas. Cinco mujeres rodean a un hombre: dada la riqueza del enterramiento de este último, se lo considera un príncipe, de unos treinta años; estaba acompañado por una princesa y sus sirvientes. El difunto habría pertenecido a una familia principesca.
Las mujeres probablemente fueron enterradas al mismo tiempo que el hombre, «para acompañarlo en la otra vida», aunque no sea posible establecer la cronología de los enterramientos. Algunas elementos abogan por el entierro sincrónico: las tumbas son semejantes, el mobiliario es similar7. Heródoto relata extensamente en el Libro IV de su Historia de la civilización escita, y en particular los ritos funerarios en los pasajes IV, 71 y IV, 72. Indica que los príncipes escitas eran acompañados en el momento del deceso a modo de homenaje. «Por lo tanto, es muy posible, e incluso bastante probable, que estemos aquí con un príncipe que está acompañado en la muerte por las mujeres de su séquito».
Las ropas se han restaurado a partir de los elementos de ornamentos encontrados. El hombre estaba vestido con un caftán y una falda alzada hasta la mitad según Chuvin, una chaqueta, un caftán y pantalones según Schiltz. Según Bernard, el hombre tenía sus piernas envueltas en una prenda que imitaba «la túnica persa que constituía el atuendo ceremonial de los gobernantes aqueménidas», vestimenta que también está en el pendiente del Maestro de los Animales. Las mujeres tenían diferentes ropas debido a su diferente condición social, pero todas vestidas con una prenda sobre los pantalones, un tipo de prenda que todavía se usa en la actualidad. Las cinco mujeres vestían «ropas largas parcialmente conservadas».

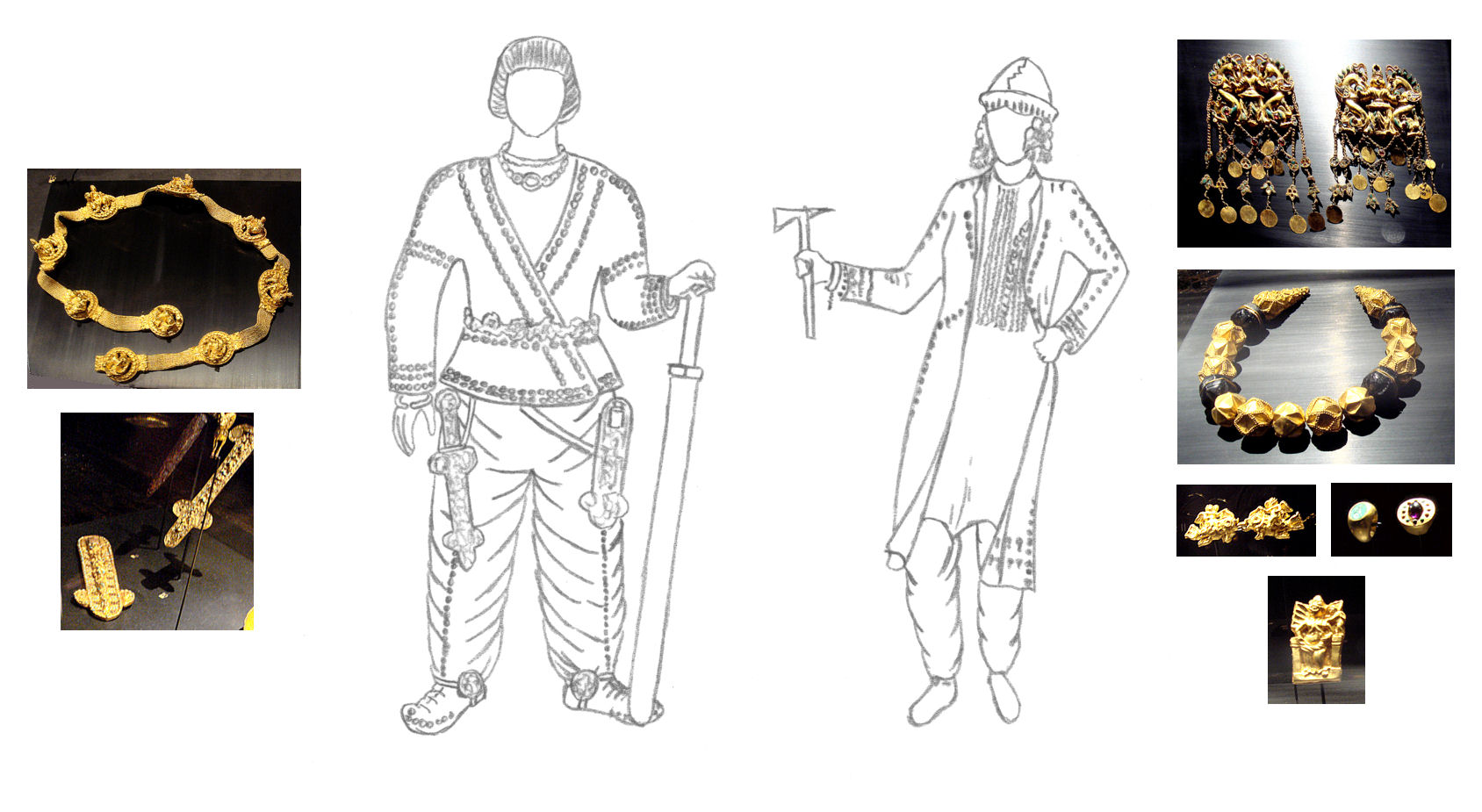
Intento de recreación del aspecto de dos de los difuntos.

La identificación precisa de los ocupantes de las tumbas es problemática, incluso si se tratara de nómadas o personas de ascendencia nómada reciente.. Según Dupaigne, las tumbas son una necrópolis de miembros de «una población de origen escita (...) familia local reinante». Sarianidi se refiere a una «familia gobernante local» sin más especificaciones, excepto que el tiempo corresponde a la fundación del imperio kushán  y que las tumbas pertenecen a una familia principesca nómada. Más tarde, él mismo considera que «hay (...) razones para pensar que la necrópolis pertenecía a la familia Yuezhi que fundó la dinastía kushán». Considera que los ocupantes de las sepulturas eran «miembros de la dinastía real, cuyos padres y abuelos habían quemado y dominado toda la Bactriana». Esta hipótesis del descubridor del sitio arqueológico ha sido desechada por varios especialistas.
No es seguro, según Schiltz, que los ocupantes del sitio fueran «nómadas Yuezhi venidos de los confines chinos» y ancestros del imperio kushán. Bernard destaca las similitudes de los descubrimientos de Tillia Tepe con los sitios arqueológicos Yuezhi excavados por los arqueólogos soviéticos, pero considera que es «un fondo de tradiciones culturales, comunes a todos estos pueblos de la estepa, reforzado por una red de conexiones de todo tipo que se tejió entre ellos». Según Gorshenna y Rapin, «los difuntos probablemente pertenecían al clan más meridional de los nómadas escito-sármatas, rivales de los Yuezhi y de los primeros kushán». Chuvin, con Bernard24, piensa por su parte que eran «descendientes de nómadas del oeste de Bactriana, probablemente sacas [sakas o sacaraucas según Schiltz] que gravitaban en la órbita del Imperio parto, pero que también estaban estrechamente relacionados con el mundo sármata», quizás de origen local. Los sakas «nómadas en el Ural y Altái» y uno de sus clanes habrían estado en el origen de la necrópolis de Tillia Tepe según Cambon. Bernard considera que aunque la gente de Tillia Tepe no fuera sakas ni sacaraucas, «de una tribu cuyo nombre no nos hubiera llegado (...), está de su lado, sin embargo, que haría flata su pertenencia étnica y cultural, y no del lado de los yuezhi de las fuentes chinas».
El clan y los territorios de la «gente de Tillia Tepe» son desconocidos, y «el misterio permanece». Los nómadas eran muy numerosos y difíciles de identificar con precisión a veces. Según Sarianidi, la riqueza de las joyas de las mujeres alude a una población en otro tiempo nómada, «ya que solo entre los nómadas las mujeres disfrutaban de un estatus privilegiado». El entierro de una princesa nómada, «cerca de la de Tilla tepe» 87, fue descubierto por una misión arqueológica franco-uzbeka en Koktepe, no lejos de Samarcanda.
Los vestigios materiales que quedan de los dueños de Tillia Tepe testimonian un «mundo nómada dueño de la ruta del oro proveniente del Altái» y «en el centro de una vasta red de intercambios cuyas ramificaciones parecen muy distantes».

### Objetos con múltiples influencias que dan testimonio de una sociedad refinada
Cambon afirma que «las piezas son el eco de una sociedad nómada donde el lujo y el refinamiento combinan con la tolerancia y curiosidad por mundos desconocidos». El conjunto de objetos de orfebrería «muestra un mundo nómada ecléctico y abierto, que actúa con curiosidad por mundos diferentes y cultiva la belleza».
Sarianidi considera que las joyas son «de un alto nivel de elaboración técnica». La calidad técnica de la orfebrería es reconocida por Schiltz, especialmente la granulación e incrustación. La mayoría de los objetos provendrían del mismo taller.
Sarianidi ve en ello una influencia de Asia Menor y el arte aqueménida helenizado, especialmente las representaciones realistas de animales. Los objetos de oro se parecen a los encontrados en Nínive, en el imperio parto, que se extendía hasta Šibarġan (en Afganistán). Poseen «motivos helenizantes», pero se trata seguramente de obras heterogéneas».
Las representaciones de animales de Tillia Tepe, «animales enroscados sobre sí mismos, formando un círculo o bien dibujando un nudo, atados unos a otros y mordiéndose furiosamente las patas o la cola», están vinculados a los descubrimientos de los kurganes de Siberia, más concretamente del Alto Altái. Los objetos encontrados y la presencia cerca de la ciudad de Tanais de camellos bactrianos señalan los movimientos hacia el oeste de los sármatas y los contactos entre el sur de Rusia y Asia Central.
Las representaciones también pueden tener un significado griego y también una resonancia en la estatuaria bactriana del segundo milenio a. C, Edad del Bronce local, donde una divinidad estaba tanto sobre un trono como un dragón. Con la misma temática, una representación divina sentada sobre un león podía representar tanto a Cibeles como a una divinidad bactriana alada.
Sarianidi señala que las «composiciones rígidas y frontales» son inferiores en términos estéticos a las producciones greco-bactrianas. En los motivos Están presentes «extraños malentendidos visuales» faltan elementos de decoración, lo que es sorprendente. Los elementos encontrados muestran un alejamiento del realismo griego, sus «formas muertas y congeladas, detrás de las cuales es difícil reconocer las antiguas tradiciones greco-bactrianas».
Más allá de la riqueza de los ornamentos, Schiltz afirma que «más secreta es la red de tradiciones, inspiraciones e influencias que subyacen en las formas y las decoraciones». Cambon considera al «mundo nómada mucho más refinado, mucho más ecléctico y mucho más helenizado de lo esperado». Lo mismo apunta el lado incomprensible, con objetos datables de 170-145 a. C, del siglo II a. C., y con un descubrimiento numismático del siglo I con la moneda de Tiberio.
Schiltz data la necrópolis en el primer o segundo cuarto del siglo I. Los hallazgos de mobiliario más cercanos se hicieron en las necrópolis sármatas del sur de los Urales y del norte del Cáucaso, al oeste de Tillia Tepe. Esta presencia puede deberse, según Chuvin, a la presión de los kangju en el noroeste, lo que entrañó al movimiento hacia el oeste de los sármatas y alanos.

### Regiones bajo diversas influencias culturales

Los escitas y los partos hacia el año 100 a. C.

«Incluso más que la riqueza de sus sepulturas, la diversidad de tradiciones, de las estepas, griega, parta, china, india, que se entrecruzan, es totalmente extraordinaria» según Chuvin. «El arte de Tillia Tepe es un arte mixto» según Schiltz  y un «verdadero sincretismo religioso y cultural» 58. Según Cambon, «la síntesis que sugiere Tillia Tepe (...) une China con el Mediterráneo, pasando por las estepas».
La región fue el crisol de una fusión de dos culturas, la griega y la bactriana, cuyos elementos presentan «una amalgama de temas mitológicos y motivos de diversos orígenes». El reino greco-bactriano «condicionó durante muchos siglos la historia de muchos pueblos de Asia Central». Los nómadas que lo destruyeron «rápidamente asimilaron los logros de los artistas greco-bactrianos que habían adoptado los de la cultura griega»; según el arte mixto Sarianidi «fue capaz de subyugar el corazón de estos nómadas que comenzaron a seguir la moda griega y olvidarse gradualmente de la cultura y el arte escitas».
Los personajes representados en los elementos descubiertos presentan varios tipos raciales: algunos son achinados y de tipo mongoloide, otros con caras redondas y labios gruesos son similares a los primeros habitantes de Bactriana. Los perfiles son por su parte del tipo griego.
La moneda que se halló en la boca de un esqueleto denota «una fuerte influencia de la religión griega que había reemplazado algunos de los antiguos rituales funerarios de los nómadas». La presencia del cráneo de un caballo en una de las tumbas recuerda a los ritos escitas, del mismo modo que el túmulo tenía la forma de un kurgán «donde uno enterraba a los antepasados con enormes montones de caballos sacrificados ritualmente». Los hallazgos de Tillia Tepe están cerca de los descubrimientos greco-escitas realizados en el Bósforo y en el sur de Rusia según Cambon. Los escitas «se encontraban en la encrucijada de la ruta marítima y la ruta terrestre».
Los descubrimientos muestran una influencia grecorromana, greco-bactriana, parta de Jorasán y escita del Alto Altái. La región estaba entonces sujeta a «muchas y variadas influencias culturales». Los hallazgos chinos o la influencia india «nos recuerdan que esta región fue atravesada por la gran ruta de la seda, que se extendía desde China hasta el Mediterráneo». La cultura local constituía una «mezcla original de estilos y civilizaciones de diversos orígenes» y los objetos encontrados son «los primeros ejemplos de un arte helenístico resultante de la mezcla de la tradición artística grecorromana con la de Asia central». Bernard describe el descubrimiento como «una versión de Asia central del arte greco-escita totalmente original».
El tesoro «ilustra perfectamente una sociedad nómada cultivada y abierta a otros mundos, desde Eurasia hasta el Extremo Oriente». El tesoro de Tillia Tepe «sugiere vínculos hasta ahora desconocidos, que recuerdan un derroche de oro y lujo bárbaro de los kurganes escitas del sur de Rusia, mientras que también se sugieren relaciones con las coronas coreanas de la época de la Tres Reinos».
Chuvin califica este descubrimiento como una «síntesis artística» que da testimonio de una «gran riqueza donde la diversidad de naciones y creencias era respetada». Para Schiltz, el tesoro de Tillia Tepe dio «la mayor lección de este maravilloso conjunto: que todo el arte es aleación, y el de esta aleación, es la tierra afgana que fue el crisol», para Sarianidi «la fuerza del verdadero arte ignora las fronteras geográficas y aún más políticas porque pertenece a la humanidad». Cambon resume el mensaje entregado por el descubrimiento, según él, «Tillia Tepe es ante todo un eco de resonancias infinitas y distantes que cubre Eurasia».

## Números de inventario en el museo nacional afgano de Kabul
1. ↑  M.K. 04.40.9
2. 1 2  M.K. 04.40.5
3. ↑  M.K. 04.40.303
4. ↑  M.K. 04.40.301
5. ↑  M.K. 04.40.305
6. ↑  M.K. 04.40.299
7. ↑  M.K. 04.40.326
8. ↑  M.K. 04.40.113
9. ↑  M.K. 04.40.109
10. 1 2  M.K. 04.40.117
11. ↑  M.K. 04.40.115
12. ↑  M.K. 04.40.175
13. ↑  M.K. 04.40.108
14. ↑  M.K. 04.40.111
15. ↑  M.K. 04.40.116
16. ↑  M.K. 04.40.82
17. ↑  M.K. 04.40.174
18. ↑  M.K. 04.40.241
19. ↑  M.K. 04.40.163
20. ↑  M.K. 04.40.426
21. ↑  M.K. 04.40.172
22. ↑  M.K. 04.40.245
23. ↑  M.K. 04.40.110
24. ↑  M.K. 04.40.199
25. ↑  M.K. 04.40.166
26. ↑  M.K. 04.40.165
27. ↑  M.K. 04.40.227
28. ↑  M.K. 04.40.242
29. ↑  M.K. 04.40.162
30. ↑  M.K. 04.40.247
31. 1 2  M.K. 04.40.381
32. ↑  M.K. 04.40.384
33. ↑  M.K. 04.40.383
34. ↑  M.K. 04.40.400
35. 1 2  M.K. 04.40.399
36. ↑  M.K. 04.40.393
37. ↑  M.K. 04.40.385
38. ↑  M.K. 04.40.386
39. ↑  M.K. 04.40.416
40. ↑  M.K. 04.40.417
41. ↑  M.K. 04.40.390
42. 1 2 3 4 5  M.K. 04.40.382
43. 1 2 3 4 5  M.K. 04.40.388
44. 1 2 3  M.K. 04.40.387
45. 1 2  M.K. 04.40.392
46. ↑  M.K. 04.40.378
47. ↑  M.K. 04.40.18
48. ↑  M.K. 04.40.161
49. ↑  M.K. 04.40.143
50. ↑  M.K. 04.40.134
51. ↑  M.K. 04.40.137
52. ↑  M.K. 04.40.85
53. ↑  M.K. 04.40.140
54. ↑  M.K. 04.40.141
55. 1 2  M.K. 04.40.50
56. 1 2  M.K. 04.40.53
57. 1 2  M.K. 04.40.1
58. 1 2  M.K. 04.40.51
59. ↑  M.K. 04.40.16
60. ↑  M.K. 04.40.52
61. ↑  M.K. 04.40.7
62. ↑  M.K. 04.40.45
63. ↑  M.K. 04.40.47